# ラジオ大阪

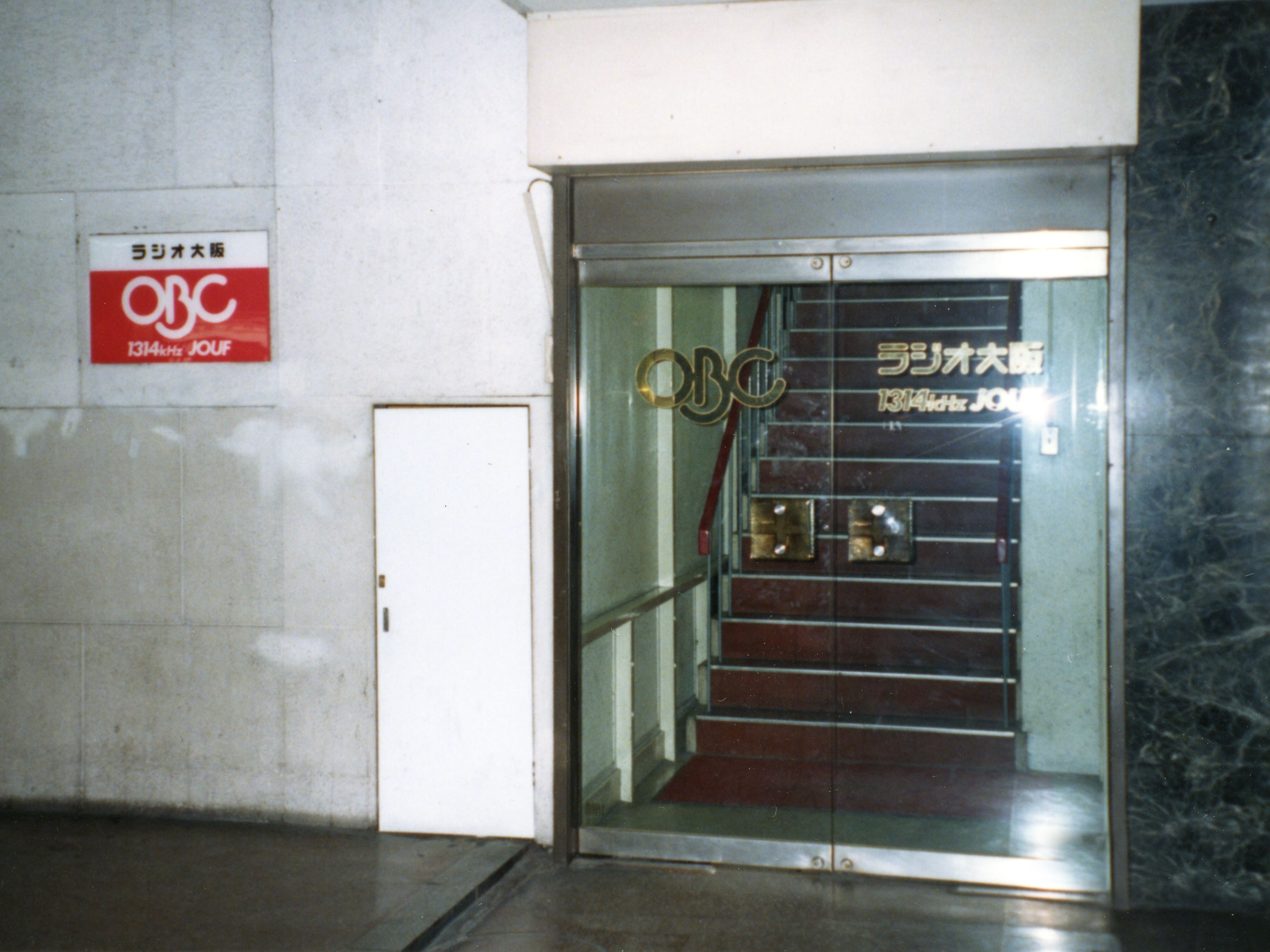
ラジオ大阪 旧社屋の正面入口（大阪市北区梅田）

株式会社ラジオ大阪（ラジオおおさか、RADIO OSAKA CORPORATION）は、近畿広域圏を放送対象地域として中波放送（AMラジオ放送）を実施する特定地上基幹放送事業者である。
設立当初の社名は大阪放送株式会社（おおさかほうそう、OSAKA BROADCASTING CORPORATION）だったが、ラジオ欄などでは長らく通称の「ラジオ大阪」、または英語社名を略したOBC（オービーシー）が主に使われていた。2025年1月1日をもって現在の社名に変更され、通称だった「ラジオ大阪」が正式社名となった。英語社名も変更されたが、長年親しまれてきた「OBC」も通称として引き続き使用される。

## 沿革
- 1958年（昭和33年）
  - 2月5日 - 第1回設立発起人会、免許申請準備開始。
  - 2月27日 - 「大阪文化放送」として、免許申請。
  - 5月16日 - 社名を「大阪放送」とし、創立総会。
  - 5月17日 - 産業経済新聞社（産経新聞社）・大阪新聞社や関西テレビ放送の創業者である前田久吉が創設。
  - 6月30日 - 本免許交付[6]。
  - 7月1日 - 5時半から全国で39番目、大阪で3番目に民間放送を開始（周波数1380kc、出力3kW）。
- 1959年（昭和34年）8月1日 - 呼出名称（局名をアナウンスする時の名称）を「大阪放送」から「ラジオ大阪」に変更。
  - 10月1日 - 出力を20kWに増力。
- 1961年（昭和36年）
  - 民放初のステーションソングとしてOBCソングの使用を開始
  - 9月16日 - 台風18号（第2室戸台風）のため、堺送信所のアンテナ倒壊。翌日、仮アンテナで放送復旧。
  - 12月24日 - 堺送信所のアンテナ復旧工事完了。
- 1964年（昭和39年）4月12日 - 大阪初のサテライトスタジオ「阪神百貨店サテライトスタジオ」を梅田本店内に開設[7]。
- 1966年（昭和41年） - 1961年（昭和36年）から制作番組のネットを実施していたKZOO（アメリカ合衆国・ハワイ州公認の日本語FMラジオ局）との間で業務提携を締結[8]。
- 1969年（昭和44年）7月15日 - 高石市の羽衣ボウル（関連会社の大放興業が経営するボウリングセンター）内に「羽衣サテライトスタジオ」を設置[9]。公開放送用のオープンスペースを屋外に併設していた。
- 1971年（昭和46年）11月1日 - 周波数を1310kHzに変更、出力を50kWに増力[10]。
- 1978年（昭和53年）
  - 7月1日 - この日に阪急ファイブ（現在のHEP FIVE）で運用を開始したOMC（OBCミュージックセンター）内のスタジオを中心に、開局20周年を記念した特別番組『20周年記念　はたちのふれあい　ラジオってなに?』を、午前9時から翌2日の午前9時まで24時間にわたって生放送（詳細後述）。
  - 11月23日 - 国際電気通信連合の決定に基づく中波放送の周波数一斉変更に伴い、協定世界時午前0時（日本時間午前9時）をもって周波数を1314kHzに変更。
- 1993年（平成5年）3月29日 - 開局35周年を機に本社を大阪市港区弁天1丁目（弁天町駅西側）の「ORC（オーク）200」（現在のOSAKA BAY TOWER）に移転すると共に、AMステレオ放送を開始。
- 1995年（平成7年）1月17日 - 『OBCさんさんリクエスト』（菊池美智子がパーソナリティを務めていた収録番組）の放送中に兵庫県南部地震（阪神・淡路大震災）が発生。放送を中断したうえで、宿直勤務中の水野清文（いずれも当時はOBCアナウンサー）が第一報を伝えたことを皮切りに、震災関連の報道特別番組を翌1月18日[11] まで放送した。同日22:00スタートの『OBCブンブンリクエスト』（生放送番組）から、通常編成に復帰。その一方で、被災地内の神戸市に所在する関西支社と本社をINSネットで直結させることによって、震災関連報道用の取材基地とスタジオを関西支社へ暫定的に設置[8]。
- 2008年（平成20年） - 開局50周年を迎えた7月に、50周年を記念した5時間の特別番組を5日間連続で放送[8]。
- 2013年（平成25年） - 開局55周年を迎えた7月に、「ラジオの力新発見!～おとなの文化祭～」（開局55周年記念企画）の一環で、5.5時間（5時間半）にわたる特別番組の生放送や関連イベントなどを実施[8]。
- 2014年（平成26年） - 東京都中央区銀座に設けていた東京支社を、東京都港区青山に移転[8]。
- 2015年（平成27年）7月27日 - FM補完中継局（ワイドFM）の予備免許交付。周波数91.9MHz、出力7kW。
- 2016年（平成28年）
  - 2月29日 - FM補完中継局の本免許交付。
  - 3月19日 - 土曜日昼12:00、FM補完中継局の本放送開始（最初の番組はOBC・ABC・MBSの共同制作・同時生放送による特別番組『ほんまもんのワイドFMをハッキリ愛して』）。
- 2019年（平成31年／令和元年）
  - 1月14日 - ラジオ大阪堺ラジオ送信所の緊急点検を目的に、通常は自社制作番組を放送している21時から22時41分13秒まで、同送信所エリア内のAM波のみ緊急停波。翌15日にも、21時から22時17分57秒まで停波した[12]。13日の夜に飛来物[注 1] が送信用の鉄塔へ付着したことが判明したため、停波中にネットを鉄塔から取り除いた。停波点検を定期的に実施している月曜未明（日曜深夜）ではなく、平日の夜間帯に緊急停波を実施することは異例である。ただし、京都放送局からのAM放送、FM補完局からのワイドFM放送、radikoでのサイマル配信は上記の停波期間中も続けられた[13][14]。
  - 3月31日（日曜日） -  交通情報および、土・日曜日における定時ニュース・天気予報のレギュラー放送をこの日で終了。
  - 9月27日（金曜日） -  平日の7:55 - 8:00に編成されていた定時ニュース・天気予報をこの日で終了したことに伴って、単独番組としての定時ニュース・天気予報枠をいったん全廃。
- 2021年（令和3年）
  - 3月11日 - 国際連合の「SDGメディア・コンパクト」へ加盟[15]。
  - 7月30日 - 産経新聞社が保有している大阪放送株の一部をDONUTSに売却したことに伴って、筆頭株主が産経新聞社からDONUTSへ移行[4][16]。
  - 10月8日 - 株式会社DONUTSとの間で、資本業務提携を締結。
- 2022年（令和4年）
  - 3月5日（土曜日） -  単独番組としての定時ニュース・天気予報枠を、この日から隔週土曜日の13:55 - 14:00限定で復活。3月26日から、当該時間帯で毎週放送を再開した。
  - 4月4日（月曜日） - DONUTSと初めて手掛ける共同事業として、この日から『サクラバシ919』（同社が東京都内に新設したスタジオからの生放送による深夜番組）を開始。
  - 8月22日（月曜日） - 東京支社を、東京都渋谷区代々木のDONUTS本社内に移転[17]。
- 2023年（令和5年）
  - 3月21日（火曜日・春分の日） -  本社とスタジオを「弁天町」へ移転してから30年を迎えることを記念した特別番組『ラジオ大阪アニバーサリースペシャル　弁天町で30年 ～これからも、いつまでも～』を9:00 - 16:30に生放送。
  - 7月1日（土曜日） -  開局から65周年に到達。
  - 7月17日（月曜日・海の日） - 開局65周年および、「弁天町」への移転30周年を記念した特別番組『World Bentencho Carnival ～大阪・関西から世界へ～』を、5:30 - 25:00（翌18日の1:00）に生放送。
  - 10月29日 - 同日25:30（30日1:30）の放送終了をもって、京都中継局を廃局[18]。
- 2025年（令和7年）
  - 1月1日 - この日をもって、正式社名を「大阪放送株式会社」から「株式会社ラジオ大阪」に変更。なお、長年使用している略称である「OBC」はこの日以降も継続して使用する[5]。

## 概要
開局当初よりフジサンケイグループ各社と深い関係にあったものの、長らくフジサンケイグループには入らず、前田系企業として存続していた。
かつてラジオ大阪の社長を務めていた前田富夫（前田久吉の息子）が同社の他にエフエム大阪の株式20%を保有しており、マスメディア集中排除原則に抵触していたことが総務省による 放送事業者への出資状況に関する点検結果 により判明、OBC株式を産業経済新聞社へ売却したことから、2005年1月26日付で産経新聞グループとフジサンケイグループへ正式に加盟した。なお、同社は産業経済新聞社の子会社であり経営支配面が異なることや、放送持株会社が傘下に納められる放送局数の規制もあり、フジサンケイグループの統括会社（認定放送持株会社であるフジ・メディア・ホールディングス）の傘下には入っていない。
関西テレビ放送（カンテレ）と交流して、現在は上方漫才大賞が放送されるが、かつては『みんなでみんなでリクエスト バンザイ!歌謡曲』（当時の関西テレビ桑原征平アナウンサーがパーソナリティーを務めたり、関西テレビのインフォマーシャルコーナーがあった）や、『大阪国際女子マラソン』、『カンテら!』等が放送されていた。
2005年4月1日付の産経新聞大阪本社版朝刊から、OBCのラジオ欄は網掛けのスクリーントーン（灰色）が掛けられた（当初は大阪府・京都府山城地区・兵庫県阪神地区・奈良県北部のみだったが、2021年4月13日から関西全域で掛けられている）。これは、産経の東京本社版でいうフジテレビの番組欄に黄色のスクリーントーンを掛けているのと、ニッポン放送の番組欄がゴシック体で表記されているのと同じくフジサンケイグループの企業（産経新聞グループ）であることを表している。2005年10月から、OBCの従来のロゴマーク（1983年から使用）に、産経新聞社の子会社になったのに伴い、フジサンケイグループの統一シンボルマークである"目玉マーク"が新たに付くようになった（"ラジオ大阪"と"OBC"のロゴはそのまま残している）。
開局当初から1993年3月28日までは大阪市北区梅田2丁目の桜橋西交差点（通称桜橋）に位置していた大阪サンケイビルに本社を置き、同所と本社近くの阪神百貨店1階北側のサテライトスタジオから番組を放送していた。それ故に、多くのタレントは「桜橋のOBC」と呼び親しんだ。
開局20周年記念特別番組『20周年記念　はたちのふれあい　ラジオってなに?』（1978年）の制作に際しては、さまざまな角度からラジオの可能性を探る目的で「特別編成局」を組織。社外の著名な有識者・専門家から、藤本義一を局長に据えたほか、桂米朝、小松左京、井上ひさし、小関三平（在阪のテレビ・ラジオ各局で司会やパーソナリティを経験していた社会学者）、渡辺美佐（当時は渡辺プロダクションの副社長）がメンバーに名を連ねた。実際には、水本貴士（当時のラジオ大阪アナウンサー）が総合司会を担当。水本以外の出演者は100名で、当時のレギュラー番組のパーソナリティやアシスタント（上岡龍太郎、浜村淳、桜井一枝など）、関西を中心に活躍していた芸人・落語家・タレント・フリーアナウンサー（横山やすし・西川きよし、笑福亭仁鶴、中村鋭一、小山乃里子、キダ・タロー、桂文珍、コメディNo.1、月亭八方、桂べかこ、明石家さんま）、東京を中心に人気を博していたアーティスト・落語家・タレント（アリス、笑福亭鶴光、タモリなど）が含まれていた。さらに、24時間にわたる生放送であったことから、「高橋征二（当時のラジオ大阪アナウンサー）の独断と偏見による実況」の実験を兼ねた阪神タイガース対広島東洋カープのナイトゲーム（阪神甲子園球場）中継、当時鶴光がパーソナリティを務めていた『オールナイトニッポン』（ニッポン放送の制作でラジオ大阪でも現在まで同時ネット）の大阪特別版、アリスや鶴瓶のコンサートなどを内包。エンディングパートでは、「OBCと共に育っていくパーソナリティ」として、Wヤング、オール阪神・巨人、鏡宏一・今西令子（いずれも当時はラジオ大阪アナウンサー）などを紹介していた。
1993年3月29日から現在の大阪市港区弁天1丁目の弁天町駅前の「ORC（オーク）200」(現在のOSAKA BAY TOWER）
ビルに移転し、AMステレオ放送を開始した。OBCのAMステレオ放送開始はライバル局の朝日放送ラジオやMBSラジオよりも1年遅れであったが、2010年に入りMBSラジオと朝日放送ラジオが相次いでAMステレオ放送を終了したことから、OBCは在阪AMで唯一のステレオ放送実施局となった。
1961年に日本で初めて放送局のイメージソングである『OBCソング』（正式名称：『ラジオ大阪の歌』）（作詞: 野坂昭如 / 作曲: いずみたく）を制作。現在は、放送開始・終了時やステーションブレイク等で放送されている。歌詞の一部は、周波数変更や自動車の普及といった、時代の流れに合わせて変更されている。
また、AM放送の周波数を1314kHzに変更した1978年に『ちいさなひとこと』（作詞: 伊藤アキラ / 作曲: 小林亜星）が制作されたほか、1984年にはEPOの作詞・作曲・歌唱による『With You』をイメージソングに使用していた。
文化放送及びニッポン放送をキー局とするNRNに加盟し、大阪地区のNRNマスターはOBCに設置されている。ただし、NRNには他の在阪局、朝日放送ラジオ・MBSラジオも加盟しているため、一部のNRNネット番組はこの両局から放送されている。一方JRNには加盟していないが、一部番組をTBSラジオ発でネット受けしたもの、OBC発で、TBSラジオにネットした番組もある（後述）。
2004年、長年追い続けてきた大阪近鉄バファローズが消滅し、翌年オリックス・バファローズナイターを編成するものの、金曜のみの放送で、従来の近鉄ナイター中継ほど聴取率も上らなかった。2005年度からナイター中継の時間帯に生ワイド『バンザイ歌謡曲それッ!』がスタート。2006年、AMラジオ放送ではナイター中継が浸透している中で、業界初となるプロ野球中継の全面廃止を実施した。
2005年9月1日にはOBC・ラジオ関西（CRK）・和歌山放送（WBS）の近畿地方のAMラジオ局3局の間で、地震等の大規模災害時の相互援助協定を締結（のちにKBS京都も参加）。
OBCを物語る逸話として、長年勤務する社員の1人が東京のラジオマンに語った「他局（朝日放送ラジオ・MBSラジオ）がデパートなら、ウチは町の商店街、いや市場やな。」という言葉があり、他局との差別化を図っているのも、この局の特色の一つでもある。2005年11月には、近畿地方の民間放送AMラジオ局では初めてとなる局のマスコットキャラクター「かえ☆たい」を誕生させ、放送・事業の様々な面で「かえ★たい」を起用し、ファン層の拡大を図った。さらに、かつての人気番組『融紅蘭・ミヤコ蝶々の悩みの相談室』を現代風にアレンジした、『佐伯チズのお話ししましょ』を佐伯チズ、六車奈々のコンビでスタートした。2009年以降は、ライバル局（ABC・MBS）の元アナウンサーを起用した番組も放送されており、開局50年を越えてもなお、様々な放送活動を展開している。
他方で、2008年に『ソングトレイン1314』を開始して以降、ノンジャンル・ジャンル縛りによる様々な形のフィラー番組が急増したり、自社制作でのスポットニュースを廃止するなど編成に大きな変化が起きている。
2018年の開局60周年の時の新しいキャッチコピーは「真っ赤に燃えろ!情熱ラジオ」を採用していた。2018年7月から2022年3月7日（2022年4月改編情報発表日）までは、「ハッピー♥カラフル♪OBC」に変更していた（その後も2023年のステーションコンセプト変更まで公式ホームページではこのロゴマークを使用、稀ではあるが2023年5月現在もこのステーションジングルが使用される時がある）。2021年1月15日に『防災ラジオステーション宣言』を行った後のキャッチコピーは前述に加え「防災ラジオステーション」も使用している。
2021年には、平日の深夜（3・4時台）で長らく文化放送からの同時ネットを実施していた『日野ミッドナイトグラフィティ 走れ!歌謡曲』の終了（3月28日未明）を機に、3時台を自社制作番組（関西テレビの現職アナウンサーがパーソナリティを務める『カンテら!』など）の放送枠に転換。『走れ!歌謡曲』の放送枠を引き継いだ『ヴァイナル・ミュージック〜歌謡曲2.0〜』については、4時台のネットにとどめた。その一方で、「ラジオ放送と縁が薄い」とされる若年層の開拓を視野に、株式会社DONUTS（ライブ配信・動画コミュニティサービスの「ミクチャ」などを手掛けているIT企業）との間で資本業務提携を締結。DONUTSは、産経新聞社が保有している大阪放送（ラジオ大阪）株式の一部を7月30日付で取得することによって、大阪放送の筆頭株主にもなった。11月23日（月曜日・勤労感謝の日）には、DONUTSとの初めてのコラボレーション企画として、長時間特別番組『OBCふれあいラジオ～夢を語ろう!～』 と連動した「ライブ配信・ふれあい控室」を「ミクチャ」で実施。ラジオ大阪でレギュラー番組を担当しているパーソナリティが、『OBCふれあいラジオ』への出演後に同局内の控室でトークやゲームに興じる動画を配信した。
2022年4月には、キャッチコピーを「しゃべくる×サブカル＝カラフル!!ラジオ大阪」へ一新するとともに、DONUTSとの資本業務提携締結・同社の筆頭株主化後初めての大規模な番組改編を実施した。全体の改編率は27.4%で、月 - 金曜日の夜間には、DONUTSと初めて手掛ける共同事業として『サクラバシ919』（報道系以外では4年ぶりに自社制作で平日の夜間に編成されるワイド番組）を東京都内のスタジオ（DONUTSの本社内）から生放送。同社では、番組のスタートに合わせてラジオ放送用のスタジオを新設したうえで、「ミクチャ」によるスタジオ動画のライブ配信と連動させている。この改編に際しては、開局以来初めて全ての局員から企画を募集したほか、番組制作予算の大幅な増額を示唆した告知CMを放送。平日の深夜帯では、3時台の自社制作番組を一斉に終了させたうえで、『ヴァイナル・ミュージック』シリーズのフルネット（3:00 - 5:00）に切り替えた。逆に土曜日では、2019年4月から11:00 - 13:00に設けていた『ゴッドアフタヌーン アッコのいいかげんに1000回』（大阪市出身の和田アキ子がパーソナリティを務めるニッポン放送制作の生ワイド番組）のフルネット枠を3年ぶりに自主編成枠へ戻している。ただし、2023年4月改編では『サクラバシ919』の金曜分を「WEEKEND STYLE」（ウィークエンドスタイル）と銘打ってラジオ大阪本社スタジオからの生放送へ移行した一方で、TBSラジオからのネット受け番組が前月までの1本（2014年9月29日から平日の早朝に放送している『生島ヒロシのおはよう一直線』）から4本に増加（詳細後述）。
その一方で、開局65周年の前月（2023年6月）から、ステーションコンセプトを「おとなたちに、エールを。Re:Generation OBC」に刷新。さらに、開局65周年のキャッチフレーズを「65歳。もう、好きにやります。」に定めた。「Re:Generation」（リ：ジェネレーション）は”Regeneration”（「再生」や「第二の人生」を意味する英語）に由来する造語で、日本国内の企業や団体に勤務する「おとなたち」の多くが「65歳」で定年を迎えている実態を背景に、ラジオ大阪が「65歳」（開局65周年）を機にラジオの本質や特性を見つめ直しながら「第二の人生」（時代に合ったラジオの世界の具現化）に向かって前進することや、放送を初めとする活動を通じて全ての「おとなたち」にエールを贈ることへの決意を込めたという。なお、7月17日（月曜日・海の日）には、開局65周年と本社の「弁天町」移転30周年を兼ねた特別番組として『World Bentencho Carnival ～大阪・関西から世界へ～』を5:30 - 25:00（翌18日の1:00）に編成。5:30からの『生島ヒロシおはよう一直線』をネット開始以来8年9ヶ月ぶりにラジオ大阪の本社スタジオから1時間にわたって放送する一方で、『OBCブンブンリクエスト』の復活パートを11:00 - 13:00、「V-STATION」の20周年記念企画を兼ねた『岩田光央・鈴村健一 スウィートイグニッション』（「V-STATION」レーベルの設定当初から放送）と『サクラバシ919』によるコラボレーションパートを22:00 - 25:00の時間帯に組み込んでいた。また、『ブンブンリクエスト』復活パートの後半（12時台）から16:50までは、大阪ベイタワー2階アトリウムからの公開生放送も実施。
2023年10月改編からは、上記のステーションコンセプトにちなんで、平日の早朝～夕方帯に自社制作で放送している生ワイド番組（『藤川貴央のニュースでござる』『ハッピー・プラス』『Hit&Hit!』および「OBCグッドアフタヌーン」枠の番組）内の一部コーナーを「おとなたちに、エールを。『おとな応援コーナー』」に指定。土曜日の午後帯には、『土曜の午後は、トコトンほんこん!』（ほんこんがパーソナリティを務める生ワイド番組）を新たに編成した。ラジオ大阪が自社制作による生ワイド番組を土曜日にレギュラーで編成することは、午後以外の時間帯を含めても『里見まさとのおおきに!サタデー』の終了（2022年3月）以来1年半ぶりである。その一方で、近畿広域圏内で都市型難聴に見舞われていた京都市内の受信環境が後述するradikoでのサイマル配信やワイドFMなどで改善されたことから、朝日放送ラジオ・MBSラジオと共同で運用してきた在阪民放ラジオ局京都中継局を同月29日の放送終了後に廃局した。
2024年の4月改編では、『Hit&Hit!』を終了させるなど、自社制作による平日早朝 - 夕方帯の生ワイド番組を大幅に入れ替え。開局65周年（2023年）を機に定めた前述のコンセプトやキャッチフレーズに沿って、平日のランチタイム（編成上は「OBCグッドアフタヌーン」枠に充てている11 - 13時台）を「『もう、好きにやります。』ゾーン」、『Hit&Hit!』を放送していた時間帯（平日の14 - 16時台）を「『おとなたちに、エールを。』ゾーン」（60代以上のリスナーをメインターゲットに据えた日替わりの生ワイド番組ゾーン）に設定した。これに伴って、月・金曜日のランチタイムに放送されていた『原田年晴　かぶりつき○○!』（○○には放送の曜日を表す英語をカタカナで表記）シリーズを『おとなたちに、エールを。』ゾーンの木・金曜枠へ組み込む一方で、2022年4月から火曜日のランチタイムに放送してきた『OBCグッドアフタヌーン!和田麻実子のみみよりだんご』を月曜日の同じ時間帯にも編成。平日の午前7 - 10時台には、9:00を境に『藤川貴央のニュースでござる』と『ハッピー・プラス』を2時間ずつ放送するようになった。土曜日の午前帯でも、『サタオビ』の終了（2017年4月1日）以来途絶えていた生放送番組の自社制作を、『ちょんまげ・忍者の土曜は半ドン!』（2024年4月6日から8:00 - 10:00に放送）で再開。さらに、自主編成の時間帯では2019年4月（在京局が制作する生放送番組のネット受けの時間帯を含めれば2021年4月）から休止していた道路交通情報の定時放送を、平日の7・8時台（いずれも『ニュースでござる』内）、平日の10時台（『ハッピー・プラス』内）、平日の16時台（「おとなたちに、エールを。」ゾーンの番組内）、月 - 木曜日の18時台（『hanashikaの時間。』内）および、土曜日の8・9時台（いずれも『土曜は半ドン!』内）で再開している（詳細後述）。
2025年2月24日の『藤川貴央のニュースでござる』の藤川貴央によると、2025年2月21日にラジオ大阪はスポンサーなど関係者向けに2025年の4月改編の説明会をオンラインで実施、そのアーカイブをYoutubeに関係者のみに公開するつもりが設定ミスにより3時間20分の間一般公開の状態になる不手際が発生、このため本来3月に予定していた各番組の処遇について2月24日以降各番組のパーソナリティから発表する事態となった。2025年3月24日に2025年の4月改編を正式発表、月曜から木曜までラジオ大阪本社生放送スタジオ（Aスタジオ）からの放送を朝9時から17時までの8時間に短縮、『藤川貴央のニュースでござる』を終了し『AWAKE』（BAYFM制作の生ワイド番組）をネット、『ハッピー・プラス』を終了し月曜から木曜まで『藤川貴央のちょうどえぇラジオ』を、金曜は『〜ときめきラジオ〜 若宮テイ子のハッピー・パラダイス』を放送。
金曜11時台の『OBCグッドアフタヌーン!金曜お昼は、めっちゃ方正!』を終了しそのあとの『原田年晴 かぶりつきフライデー!』を11時開始に変更し番組名を『原田年晴 かぶりつきBIGフライデー!』として5時間30分の放送にする。土曜日の『ちょんまげ・忍者の土曜は半ドン!』は終了し午前のワイド番組枠を廃止、『土曜の午後は、トコトンほんこん!』を終了し同時間帯に『土曜のお昼は、やっぱり八光!』（月亭八光がパーソナリティを務める生ワイド番組）を放送。夜間の『hanashikaの時間。』を終了し『OBCミュージックゾーン』としてかしわプロダクション制作の音楽番組を購入再開、毎日1時間番組と30分番組の2種類を放送する。なおTBSラジオ『（生島ヒロシの）おはよう一直線』の後番組『Brand-New Morning』もそのままネットを継続する。また月曜から木曜の深夜の文化放送制作の『ARTIST FC』も終了し、文化放送で1968年（ラジオ大阪では1969年）から続いたワイド番組枠も廃止になり、後番組は文化放送ではアニラジ専門インターネットラジオ配信サービス「超!A&G+」終了に伴う主にQloveRの「超!A&G+チャンネル」で配信される番組の地上波でのリピート放送などが充てられるが、ラジオ大阪はこれらの番組をステーションブレイク以外全時間サイマル放送することになっている。

### radiko
2010年3月15日から、ほかの在阪ラジオ5局と共同でインターネットでのサイマル放送「radiko」を試験的に開始した。ただし、このサービスは地方局に配慮して、サービス開始から暫くの間、配信エリアを大阪・京都・兵庫・奈良の2府2県に制限されていたが、同年12月1日からは滋賀・和歌山にも拡大し、2府4県で聴取出来るようになった。
なお、『radiko.jp』プレミアム（本来の放送・radiko配信外エリアからも番組を聴取できる有料サービス）には、運用開始（2014年4月1日）の当初から参加。同日12:00から生放送のレギュラー番組『ほんまもん!原田年晴です』が、『radiko.jp』プレミアムによる最初の同時配信番組になった。
放送局記号は「OBC」。

### FM補完放送（ワイドFM）
AM放送のサービスエリア内における難聴・災害対策を目的に、総務省へFM補完放送（ワイドFM）の免許を申請した結果、朝日放送ラジオ・MBSラジオと共に2015年7月27日付で予備免許を交付された。
予備免許の交付後は、試験電波の発射を経て、2016年2月29日付で朝日放送ラジオ・MBSラジオと共にFM補完中継局本免許を交付。3月19日（土曜日）の12:00に編成する『ほんまもんのワイドFMをハッキリ愛して』（OBC・朝日放送ラジオ・MBSラジオの共同制作・同時生放送による特別番組）から、従来のAM放送と並行しながら、関西地区のラジオ局では初めて生駒FM補完中継局からの本放送を開始した。なお、『オールナイトニッポン』は2016年1月からステレオ化された。
ワイドFMの周波数は91.9MHzで、大阪府のほぼ全域と兵庫県・京都府・和歌山県・奈良県の一部をサービスエリアに設定。OBCでは、本放送の開始を前に、この周波数からの語呂合わせで「2016年春・FMクィックスタート」というキャンペーンを展開している。また、本放送開始の時点で局内最年少の現役アナウンサーである藤川貴央が、OBC代表の「ワイドFM大使」として朝日放送ラジオ・MBSラジオの番組やPRイベントにも登場している。

#### FM補完中継局の親局化構想
大阪放送（ラジオ大阪）が加盟する日本民間放送連盟では、FM補完中継局制度を見直す方針を2019年に公表。連盟に参加するAM放送事業者（民放AM局）が2028年までにAM放送免許の更新時期を迎えることを踏まえて、民放AM局独自の経営判断によってAM放送からFM放送への転換（またはAM・FM放送の併用）が可能になるような制度の整備を求める要望書を、総務省が設置する「放送事業の基盤強化に関する検討分科会」に提出した。総務省も2020年10月に『民間ラジオ放送事業者のAM放送のFM放送への転換等に関する「実証実験」の考え方』を公表したことから、民放AM47局で組織する「ワイドFM（FM補完放送）対応端末普及を目指す連絡会」では、（ラジオ大阪・朝日放送ラジオ・MBSラジオの在阪3局を含む）44局が2028年秋までにFM局への転換を目指していることを2021年6月15日に発表した。この発表の時点では、AM局からFM局への転換（従来のFM補完中継局の親局化）において「従来のAM放送を停波する」というパターンや「従来のAM放送を補完的に活用する（FM・AM併用）」というパターンが想定されているが、ラジオ大阪からは親局化の時期や具体的な計画が明らかにされていない。

## 会社情報
産業経済新聞社の子会社で、フジサンケイグループに属しており、目玉マークを使用している。
コーポレート・メッセージは「ハッピー・カラフル ラジオ大阪」。
ラジオ大阪のインターネットドメイン名が「obc1314.co.jp」となっているのはオービックビジネスコンサルタントが「obc.co.jp」を使用しているためである。なお、ドメイン名に周波数を入れているのは在阪広域AM3局共通である（朝日放送ラジオ：abc1008.com、MBSラジオ：mbs1179.com）。

### 本社所在地
- 〒552-8501 大阪府大阪市港区弁天1丁目2番4号 OSAKA BAY TOWER 2番街西館4階

### 東京支社
- 〒151-0053 東京都渋谷区代々木2丁目2番1号 小田急サザンタワー8階 株式会社DONUTS 内[2]（2022年8月22日～）

### 送信所・周波数など
| AM放送           | AM放送   | AM放送 | AM放送                         | AM放送 |
| 親局             | 周波数   | 出力   | 所在地                         | 備考 |
| ---------------- | -------- | ------ | ------------------------------ | --- |
| 大阪             | 1314kHz  | 50kW   | 大阪府堺市東区石原町3丁目8番地 | AMステレオ放送実施 |
| 中継局           | 周波数   | 出力   | 所在地                         | 備考 |
| 京都（廃局）     | 1314 kHz | 300W   | 京都府京都市東山区今熊野総山町 | 朝日放送ラジオ、MBSラジオと共用 運用時は本局同様にAMステレオ放送を実施 2023年10月30日未明（29日深夜）をもって放送終了、廃局                                                 |
| FM放送           |          |        |                                | |
| 中継局           | 周波数   | 出力   | 所在地                         | 備考 |
| 生駒FM補完中継局 | 91.9MHz  | 7 kW   | 大阪府東大阪市山手町2028番地   | 奈良県生駒市境の生駒山に設置されるFM補完中継局で、 2016年3月19日 12:00から本放送を開始。 毎日放送がアナログ放送時代に使っていた送信所をMBSラジオと共用。 実効輻射電力11kW。 |

- コールサイン JOUF[1]
- 呼出名称 らじおおおさか[1]
- 放送時間 24時間放送
  - 月曜 1:00 - 5:00（日曜深夜）に行われる放送機器メンテナンスによる放送休止を除く。ただし、恒例となっている『ラジオ・チャリティー・ミュージックソン』を放送する12月25日と1月1日が月曜日と重なる場合、及びこの時間に特別番組が割り当てられた場合は放送を休止しない
- ネットワーク NRN（文化放送・ニッポン放送系）

### 社史・記念誌
- OBC25年のあゆみ 1983年7月発行、32ページ[40]。
- OBC30年のあゆみ 1988年7月発行、36ページ。
- ラジオ大阪35年のあゆみ 1993年7月発行、43ページ。
- ラジオ大阪50年のあゆみ 2008年10月発行、60ページ

## 資本構成
企業・団体の名称、個人の肩書は当時のもの。出典：

### 2021年 -
| 資本金        | 発行済株式総数 | 株主数 |
| ------------- | -------------- | ------ |
| 100,000,000円 | 500,000株      | 72     |

| 株主           | 株式数     | 比率    |
| -------------- | ---------- | ------- |
| DONUTS         | 0170,000株 | 034.0%  |
| 産業経済新聞社 | 075,300株  | 015.90% |
| 三井住友銀行   | 022,000株  | 04.40%  |
| りそな銀行     | 018,500株  | 03.70%  |
| 三菱UFJ銀行    | 018,000株  | 03.60%  |
| 近畿大阪銀行   | 017,000株  | 03.40%  |
| 産経興業       | 013,600株  | 02.72%  |
| 竹中工務店     | 013,000株  | 02.60%  |
| 電通           | 012,000株  | 02.40%  |
| 池田泉州銀行   | 009,000株  | 01.80%  |
| 関西電力       | 009,000株  | 01.80%  |

## 可聴エリア
近畿広域圏を放送対象地域としている。終日電波が届く「マーケットエリア」とされる5mV圏内は大阪府全域と京都府南部、滋賀県、奈良県、和歌山県の一部、兵庫県・岡山県・香川県・徳島県の瀬戸内海沿岸。法定エリアの0.25mV圏は近畿広域圏以外では、東は愛知県豊橋市、北は福井県嶺南、南は高知県東部、西は広島県呉市や大分県別府市を含む地域で聴取可能である。詳細は公式サイト「大阪放送放送エリア」を参照。

## 番組編成

### ニュース・天気予報・交通情報
ニュース
2019年4月2日（月曜日）から9月27日（金曜日）までは、産経新聞の協力による『産経新聞ニュース』を、単独番組として平日の7:55 - 8:00に放送。2019年3月までは、週末（土・日曜日）にも単独番組として編成していたほか、平日の生ワイド番組・「MORE MUSIC 919」（月  - 木曜夜間の番組レーベル枠）・『OBCドラマティック競馬』（日曜日の競馬中継）に内包していた。
『産経新聞ニュース』は産経新聞グループへの正式加盟（2005年）より早く、開局当初から放送。同紙の題号が「サンケイ新聞」だった時期（1969年5月28日から1988年5月27日まで）に『サンケイ新聞ニュース』のタイトルを用いた一方で、1990年代は「産経新聞」のクレジットをタイトルに一時用いていなかった。なお、かつては平日16時台（生ワイド番組への内包分）の定時ニュースを『大阪新聞ニュース』として編成していたが、2002年の大阪新聞廃刊（産経新聞大阪本社発行分の夕刊への統合）を機に『産経新聞ニュース』へ統合。2007年10月からは一時、『SANKEI EXPRESS NEWS』に改題していた。また、1970年代の後半から1980年代の前半までは、『こちらOBC報道部です』というニュース番組を日曜以外の曜日の夕方に放送していた。
さらに、定時ニュース以外にも、産経新聞大阪本社の協力による生放送の報道番組（『News Tonight いいおとな』や『ニュース・ハイブリッド』など）を制作。『News Tonight いいおとな』は『週末ワイド　ラジオ産経』への改題を経て2022年3月まで、『ニュース・ハイブリッド』は『里見まさとのおおきに!サタデー』の内包コーナー化（「ニュース・ハイブリッドゾーン」への移行）を経て2020年3月まで放送を続けていた。
その一方で、民放3局が全てNRNに加盟している大阪地区のAMラジオ局で唯一、『ニュース・パレード』（文化放送制作のNRNの全国ニュース）を1980年代の中盤から平日の夕方に同時ネット。大阪府・兵庫県・奈良県内のニュース取材・取材音源の配信を通じて同番組の制作に協力するなど、（大阪府と兵庫県にまたがる）阪神地区で、NRN系ニュース・ネットワークの中核を担ってきた。
もっとも、OBCの経営は、本社とスタジオを桜橋から弁天町へ移転した後に悪化。「局内で最も多くの経費が掛かっていた」という報道部がリストラの一環で真っ先に縮小されたため、「1人の報道記者が複数の記者クラブへ加盟する」という体制への移行を余儀なくされた。
2019年には、自社制作による定時ニュースの放送枠を、4月改編から大幅に削減。平日の午前 - 夕方帯の生ワイド番組では、『産経新聞ニュース』を内包しない代わりに、当該番組のパーソナリティがフリートークを交えながらニュースを伝えるコーナーを設けることで補完した。これを機に、定時ニュースのアナウンスをMC企画所属のフリーアナウンサーや内包先番組のパーソナリティが担当。単独番組時代に「シフト勤務の一環」としてアナウンスを担当していたOBCのアナウンサーは、内包先の番組でパーソナリティを務める場合と、関西地方で平日に異常気象が発生した場合に限って生ワイド番組内でニュースを読むようになった。
また、平日の生ワイド番組（『中西ふみ子の今日も元気に』『ハッピー・プラス』）の放送枠が2019年10月改編で変更されたことに伴って、前述した平日7:55 - 8:00の定時ニュース枠が廃止（『ハッピー・プラス』に1コーナー扱いで内包）。同年の9月30日（月曜日）以降は、自社制作の定時ニュースを単独番組としてレギュラーで編成せず、国政選挙投・開票日（日曜日）の深夜に開票状況を伝える目的で『OBCニュース』を5分間放送するだけにとどめていた。『News Tonight いいおとな → 週末ワイド　ラジオ産経』の自社制作や、『ニュース・パレード』における同時ネット・制作協力業務はこの時期にも続けていたものの、OBCから『ニュース・パレード』へ取材リポートを送る場合は同局アナウンサー以外の人物（フリーアナウンサーの桐山隆など）がリポーターを務めるようになった。さらに、前述したように、OBC（大阪放送株式会社）の筆頭株主は2021年7月30日付で産経新聞社からDONUTSへ移行している。
ただし、平日の生ワイド番組では、2021年4月改編からニュースコーナーを徐々に増加。『産経新聞ニュース』についても、「天気予報とセットでMC企画所属のアナウンサーが担当する単独番組」として、2022年3月5日から隔週土曜日の13時台で放送を再開していた。同月4月4日からは、報道系の生ワイド番組である『藤川貴央のニュースでござる』を平日の早朝（6:30 - 8:00）に編成。番組内のニュースを藤川（休演日にはパーソナリティの代理者）が読んでいるほか、2022年9月30日（金曜日）までは、6:55 - 7:00の時間帯のニュースをAIアナウンサー（放送上の呼称は「弁天小町」）の合成音声（女声）で伝えていた。
『土曜の午後は、トコトンほんこん!』の生放送を開始した2023年10月からは、同番組内の14:00頃にニュースコーナーが設けられたため、単独番組としての定時ニュース枠が再び消滅。『週末ワイド　ラジオ産経』は、経済情報番組（『ラジオ産経　ビジネスジャーナル』）へのリニューアルを経て、同年3月31日で放送を終了した。その一方で、2024年の4月改編では、『藤川貴央のニュースでござる』の放送時間を1時間半から2時間（7:00 - 9:00）に拡大。土曜日には、OBCの自社制作による午前帯の生ワイド番組が『ちょんまげ・忍者の土曜は半ドン!』（8:00 - 10:00）の開始によって復活したため、自社発の定時ニュースを午後（『トコトンほんこん!』内の14:00頃）に加えて午前（『土曜は半ドン!』内の9:31頃）にも1回ずつ放送するようになった。もっとも、平日の夜間（『ニュース・パレード』以降の時間帯）と日曜日における定時ニュースの放送再開はこの改編でも実現に至らず、『ニュースでござる』では定時ニュースのアナウンスを藤川とMC企画所属の男性アナウンサーで分担。この改編から「おとなたちに、エールを。」ゾーンの番組内（平日の14:50頃）に組み込まれた「午後のニュース」では、シンデレラエキスプレス（松竹芸能に所属するお笑いコンビ）の渡辺裕薫（『森脇健児のぶっとび水曜日』のパートナー）が水曜分、演歌歌手の田中あいみ（『原田年晴　かぶりつきフライデー!』のパートナー）が金曜分のニュースを伝えている。
ちなみに、2023年4月1日からフルネットを実施している『土曜朝6時 木梨の会。』（制作局はTBSラジオ）では、「ヘッドラインニュース」のタイトルで6:30から5分間放送している同局発の定時ニュースを、ネット局で唯一のJRN非加盟局として流している。
天気予報
日本気象協会関西支社の職員が出演する「ラジオ大阪アメダス天気予報」と主に『産経新聞ニュース』担当のアナウンサーが伝える「ラジオ大阪天気予報」で構成。2019年4月改編からは平日の7時台に『産経新聞ニュース』とセットで「ラジオ大阪天気予報」。平日の11時台、13時台、16時台に自社制作の生ワイド番組内で「お天気コーナー」（当該番組のパーソナリティやアシスタントが担当する天気予報）として放送。『産経新聞ニュース』と共に同年の10月改編で単独番組としての放送を終了。
2019年3月までは土曜日、日曜日と平日の夜間（19時台）に編成した。同年4月より『産経新聞ニュース』と同様に放送枠を大幅に削減。自社制作の生ワイド番組は一部の時間帯を除いて、「ラジオ大阪アメダス天気予報」を「お天気コーナー」に変更していた。後に編成上の呼称を「お天気情報」へ変更しているが、2024年に入ってからは、一部の時間帯（『ハッピー・プラス』内の10時台終盤など）の「お天気情報」にスポンサーが付いている。
なお、吉本興業に所属する芸人がパーソナリティやパートナーを務める『OBCグッドアフタヌーン』レーベル（平日ランチタイム）の生ワイド番組では、緊急時を除いて火曜分（『OBCグッドアフタヌーン!和田麻実子のみみよりだんご』内）の天気予報を浜田順平（カベポスター）、木曜分（『OBCグッドアフタヌーン!ラジぐぅ#』）内の天気予報を浅越ゴエ（ザ・プラン9）が伝えている。
2024年の4月改編からは、浜田・浅越に加えて、みながわ（吉本興業所属のお笑いコンビ「ネイビーズアフロ」のメンバーで『みみよりだんご』月曜分パートナーの1人）・露の紫（落語家で『OBCグッドアフタヌーン!金曜お昼は、めっちゃ方正!』のパートナー）・森脇健児（松竹芸能所属のお笑いタレントで『森脇健児のぶっとび水曜日』のパーソナリティ）・田中あいみ（演歌野手で『原田年晴　かぶりつきフライデー!』のパートナー）も上記の出演番組内で「お天気情報」を担当している。
交通情報
2019年3月までは、以下のスケジュールで放送。当時の編成上の名称は「交通ニュース」で、日本道路交通情報センター（放送上の呼称は「交通センター」）の職員が生中継で担当した。
- 平日 - 3:15、4:15、7:20、8:00、8:30、10:00、11:00、13:00、14:00、16:00、16:30、17:25、18:10
  - 正時（00分）の放送分は『産経新聞ニュース』『ラジオ大阪（アメダス）天気予報』を時報明けに編成していた関係で、実際には5分程度の遅れが生じていた。
- 土曜日 - 9:00、9:42、12:00、14:00
- 日曜日 - 7:00、『OBCドラマティック競馬』内（午後帯で時間は不定）

2021年3月までは、火 - 土曜日未明（月 - 金曜日深夜）の3:15と4:15に、『日野ミッドナイトグラフィティ 走れ!歌謡曲』（文化放送）内の交通情報を放送。OBCが2019年4月改編で交通情報の自主編成を一斉に取り止めてからも、以上の時間帯で放送を続けた。2021年4月からの2年間は後継番組の『ヴァイナル・ミュージック〜歌謡曲2.0〜』で4時台（2022年度は全編）の同時ネットを実施していたが、この番組は交通情報のコーナーを一切設けなかったため、OBCがレギュラーで放送する交通情報は『走れ!歌謡曲』の最終回（2021年3月27日未明）をもって一旦終了した。
2021年4月からの3年間は、全国の民放ラジオ局で唯一、交通情報の放送枠を全曜日にわたって設定していなかった。その一方で、自社制作の平日午前～夕方の生ワイド番組では、京阪神地区の鉄道情報（事故や悪天候に起因する列車の遅延・運行休止などの情報）をパーソナリティが他の在阪ラジオ局より細かく伝えている。
もっとも、『ちょんまげ・忍者の土曜は半ドン!』の生放送を開始した2024年の4月改編からは、日曜以外の曜日に以下のスケジュールで交通情報の定時放送を生ワイド番組内で徐々に再開している。編成上の名称は「交通情報」、放送上の名称は『ラジオ大阪交通情報』で、以下に記す放送の時刻はOBCの公式番組表に準拠。また、放送上は再開前に流していたBGMを再び使用しているが、担当者の呼称を「道路交通情報センター（または略称である『JARTIC』）の○○さん」に変更している。
- 平日 - 7:39、8:04、9:25、10:43、16:00（金曜日にはこの時間帯まで放送）、18:10（金曜日のみ編成せず）
- 土曜日 - 8:28、9:30

ちなみに、2022年4月1日からフルネットを実施している『土曜朝6時 木梨の会。』（TBSラジオ制作）では、関東地方（同局の放送対象地域）向け交通情報の放送枠を番組の終盤（6:50頃）に設けている。ただし、この枠ではネット局によるローカル向けの差し替えが認められていることから、OBCではこの枠をスポットCMやインフォマーシャルに充てている。その一方で、文化放送が（関東地区の聴取率調査週間と重なる）2024年の4月第3週に『走れ!歌謡曲』の生放送を5日間（16日未明 - 20日未明）限定で午前3・4時台に復活させた際には、OBCが5日間とも番組内の交通情報を含めたフルネットを実施している。

### 週間番組表
2025年4月時点。
以下に記す番組のうち、『OBCミュージック・アベニュー』（以前のタイトルは『ソングトレイン1314』）『Music Melting Pot』はレコードやCDの音源から音楽を流すことを主体に構成される事前収録のフィラー番組。和田麻実子アナウンサーが進行する『Music Melting Pot』は洋楽に特化しているが特別編成などで放送日、放送時間を変更することがある。◎は旧『MORE MUSIC 919』ゾーン番組。
週間番組表 や 番組表PDF も参照。

#### 平日
| 時                                              | 月曜                                                                              | 火曜                                                                              | 水曜                                                              | 木曜                                                                  | 金曜                                                                      |
| ----------------------------------------------- | --------------------------------------------------------------------------------- | --------------------------------------------------------------------------------- | ----------------------------------------------------------------- | --------------------------------------------------------------------- | ------------------------------------------------------------------------- |
| 5                                               | 00 Music Melting Pot                                                              | 00 ヒヨコで踊るラジオ                                                             | 00 Music Melting Pot                                              | 00 Music Melting Pot                                                  | 00 Music Melting Pot                                                      |
| 5                                               | 15 朝のラジオショッピング                                                         |                                                                                   |                                                                   |                                                                       |                                                                           |
| 5                                               | 5:30 Brand-New Morning（TBS）                                                     |                                                                                   |                                                                   |                                                                       |                                                                           |
| 6                                               |                                                                                   |                                                                                   |                                                                   |                                                                       |                                                                           |
| 6:30 まいどあり〜。                             | 6:30 今旬!インフォメーション                                                      | 6:30 今旬!インフォメーション                                                      | 6:30 旬!SHUN!ピックアップ                                         | 6:30 今旬!インフォメーション                                          |                                                                           |
| 45 山崎豊子生誕100周年記念番組 朗読「白い巨塔」 |                                                                                   |                                                                                   |                                                                   |                                                                       |                                                                           |
| 7                                               | 00 AWAKE（BAYFM）                                                                 | 00 AWAKE（BAYFM）                                                                 | 00 AWAKE（BAYFM）                                                 | 00 AWAKE（BAYFM）                                                     | 00 AWAKE（BAYFM）                                                         |
| 8                                               |                                                                                   |                                                                                   |                                                                   |                                                                       |                                                                           |
| 8:50 武田鉄矢・今朝の三枚おろし（QR）           |                                                                                   |                                                                                   |                                                                   |                                                                       |                                                                           |
| 9                                               | 00 藤川貴央のちょうどえぇラジオ                                                   | 00 藤川貴央のちょうどえぇラジオ                                                   | 00 藤川貴央のちょうどえぇラジオ                                   | 00 藤川貴央のちょうどえぇラジオ                                       | 00 〜ときめきラジオ〜 若宮テイ子のハッピー・パラダイス                    |
| 10                                              | 00 藤川貴央のちょうどえぇラジオ                                                   | 00 藤川貴央のちょうどえぇラジオ                                                   | 00 藤川貴央のちょうどえぇラジオ                                   | 00 藤川貴央のちょうどえぇラジオ                                       | 00 〜ときめきラジオ〜 若宮テイ子のハッピー・パラダイス                    |
| 11                                              | 11:00 もう、好きにやります。                                                      | 11:00 もう、好きにやります。                                                      | 11:00 もう、好きにやります。                                      | 11:00 もう、好きにやります。                                          | 11:00 原田年晴 かぶりつきBIGフライデー! ▽12:30 テレフォン人生相談（LF）   |
| 11                                              | OBCグッドアフタヌーン! 和田麻実子のみみよりだんご ▽12:30 テレフォン人生相談（LF） | OBCグッドアフタヌーン! 和田麻実子のみみよりだんご ▽12:30 テレフォン人生相談（LF） | OBCグッドアフタヌーン! ＃ラジぐぅ ▽12:30 テレフォン人生相談（LF） | OBCグッドアフタヌーン! ＃ラジぐぅ ▽12:30 テレフォン人生相談（LF）     | 11:00 原田年晴 かぶりつきBIGフライデー! ▽12:30 テレフォン人生相談（LF）   |
| 12                                              | OBCグッドアフタヌーン! 和田麻実子のみみよりだんご ▽12:30 テレフォン人生相談（LF） | OBCグッドアフタヌーン! 和田麻実子のみみよりだんご ▽12:30 テレフォン人生相談（LF） | OBCグッドアフタヌーン! ＃ラジぐぅ ▽12:30 テレフォン人生相談（LF） | OBCグッドアフタヌーン! ＃ラジぐぅ ▽12:30 テレフォン人生相談（LF）     | 11:00 原田年晴 かぶりつきBIGフライデー! ▽12:30 テレフォン人生相談（LF）   |
| 13                                              | OBCグッドアフタヌーン! 和田麻実子のみみよりだんご ▽12:30 テレフォン人生相談（LF） | OBCグッドアフタヌーン! 和田麻実子のみみよりだんご ▽12:30 テレフォン人生相談（LF） | OBCグッドアフタヌーン! ＃ラジぐぅ ▽12:30 テレフォン人生相談（LF） | OBCグッドアフタヌーン! ＃ラジぐぅ ▽12:30 テレフォン人生相談（LF）     | 11:00 原田年晴 かぶりつきBIGフライデー! ▽12:30 テレフォン人生相談（LF）   |
| 14                                              | 14:00 おとなたちに、エールを。                                                    | 14:00 おとなたちに、エールを。                                                    | 14:00 おとなたちに、エールを。                                    | 14:00 おとなたちに、エールを。                                        | 11:00 原田年晴 かぶりつきBIGフライデー! ▽12:30 テレフォン人生相談（LF）   |
| 14                                              | チキチキジョニーの いただきました!3時間!                                          | 笑福亭松喬の 笑えば大吉                                                           | 森脇健児の ぶっとび水曜日                                         | 原田年晴 かぶりつきサーズデー!                                        | 11:00 原田年晴 かぶりつきBIGフライデー! ▽12:30 テレフォン人生相談（LF）   |
| 15                                              | チキチキジョニーの いただきました!3時間!                                          | 笑福亭松喬の 笑えば大吉                                                           | 森脇健児の ぶっとび水曜日                                         | 原田年晴 かぶりつきサーズデー!                                        | 11:00 原田年晴 かぶりつきBIGフライデー! ▽12:30 テレフォン人生相談（LF）   |
| 16                                              | チキチキジョニーの いただきました!3時間!                                          | 笑福亭松喬の 笑えば大吉                                                           | 森脇健児の ぶっとび水曜日                                         | 原田年晴 かぶりつきサーズデー!                                        |                                                                           |
| 30 OBCミュージック・アベニュー                  | チキチキジョニーの いただきました!3時間!                                          | 笑福亭松喬の 笑えば大吉                                                           | 森脇健児の ぶっとび水曜日                                         | 原田年晴 かぶりつきサーズデー!                                        |                                                                           |
| 55 ラジナビ                                     |                                                                                   |                                                                                   |                                                                   |                                                                       |                                                                           |
| 17                                              | 00 ニュース・パレード（QR）                                                       | 00 ニュース・パレード（QR）                                                       | 00 ニュース・パレード（QR）                                       | 00 ニュース・パレード（QR）                                           | 00 ニュース・パレード（QR）                                               |
| 17                                              | 15 旬!SHUN!ピックアップ                                                           | 15 OBCミュージック・アベニュー                                                    | 15 ハッピープロジェクト byシェルティ                              | 15 健康生活インフォメーション                                         | 15 竹長篤史と今成亮太の ゆるしゃべ                                        |
| 17                                              | 30 Music Melting Pot                                                              | 15 OBCミュージック・アベニュー                                                    | 30 イトーとスドーの モノ申し隊!                                   | 30 青春メロディ商店街 おまかせください!                               | 30 健康生活インフォメーション                                             |
| 17                                              | 45 健康生活インフォメーション                                                     | 45 健康生活インフォメーション                                                     | 45 ドクトルかっちゃん 笑顔で元気                                  | 45 水森かおりの歌謡紀行 （BSN・SBC・ぎふチャン・ KRY・RNCにもネット） | 45 皇治・雄司の NARIAGARI RADIO                                           |
| 18                                              | 18:00 OBCミュージックゾーン                                                       | 18:00 OBCミュージックゾーン                                                       | 18:00 OBCミュージックゾーン                                       | 18:00 OBCミュージックゾーン                                           | 00 あっ、ヒラタですぅ～♪                                                  |
| 18                                              | 岡村孝子 あの頃ミュージック!（かしわプロダクション）                              | 八神純子 Music Town（かしわプロダクション）                                       | 夏川りみの たびぐくるちむぐくる（かしわプロダクション）           | 鈴木康博 フォークソング・メモリーズ（かしわプロダクション）           |                                                                           |
| 18                                              | 岡村孝子 あの頃ミュージック!（かしわプロダクション）                              | 八神純子 Music Town（かしわプロダクション）                                       | 夏川りみの たびぐくるちむぐくる（かしわプロダクション）           | 鈴木康博 フォークソング・メモリーズ（かしわプロダクション）           | 30 翔びだせ! アラ還                                                       |
| 18                                              | 岡村孝子 あの頃ミュージック!（かしわプロダクション）                              | 八神純子 Music Town（かしわプロダクション）                                       | 夏川りみの たびぐくるちむぐくる（かしわプロダクション）           | 鈴木康博 フォークソング・メモリーズ（かしわプロダクション）           | 45 Music Melting Pot                                                      |
| 19                                              | 19:00 OBCミュージックゾーン                                                       | 19:00 OBCミュージックゾーン                                                       | 19:00 OBCミュージックゾーン                                       | 19:00 OBCミュージックゾーン                                           | 00 OBCドラマティック競馬金曜版 そのだ金曜ナイター中継 （2025年5月16日～） |
| 19                                              | 相川七瀬 ROCK GOES ON （かしわプロダクション）                                    | 由紀さおり ハートフルソングブック（かしわプロダクション）                         | 純烈・スーパー銭湯!!（かしわプロダクション）                      | 小松亮太の音楽世界旅行（かしわプロダクション）                        | 00 OBCドラマティック競馬金曜版 そのだ金曜ナイター中継 （2025年5月16日～） |
| 19                                              | 30 Music Melting Pot                                                              | 30 高橋誠の あのコロのミライ                                                      | 30 Music Melting Pot                                              | 30 教えて!!TONY先生                                                   | 00 OBCドラマティック競馬金曜版 そのだ金曜ナイター中継 （2025年5月16日～） |
| 19                                              | 45 たんぽぽの綿毛time♪                                                            | 30 高橋誠の あのコロのミライ                                                      | 45 松本隆宏の参謀チャンネル                                       | 30 教えて!!TONY先生                                                   | 00 OBCドラマティック競馬金曜版 そのだ金曜ナイター中継 （2025年5月16日～） |
| 19                                              | 55 僕の名言デリバリー                                                             | 30 高橋誠の あのコロのミライ                                                      | 45 松本隆宏の参謀チャンネル                                       | 30 教えて!!TONY先生                                                   | 00 OBCドラマティック競馬金曜版 そのだ金曜ナイター中継 （2025年5月16日～） |
| 20                                              | 00 水野浩児の 月曜情報スタジオ                                                    | 00 話の目薬 ミュージックソン                                                      | 00 Mr.Shinの魔法の時間!                                           | 00 梅谷心愛のこころの歌                                               | 00 OBCドラマティック競馬金曜版 そのだ金曜ナイター中継 （2025年5月16日～） |
| 20                                              | 26 看板娘ホッピー・ミーナの HOPPY HAPPY BAR（LF）                                 |                                                                                   |                                                                   |                                                                       | 00 OBCドラマティック競馬金曜版 そのだ金曜ナイター中継 （2025年5月16日～） |
| 20                                              | 30 大阪芸術大学グループプレゼンツ 大阪芸大スカイキャンパス                        | 30 かまいたちの ヘイ!タクシー!（TBS）                                             | 30 せんねん灸プレゼンツ しあわせ演歌 石原詢子です                 | 30 大月みやこ いい歌・こんばん話 （ぎふチャン・ROKにもネット）        |                                                                           |
| 20                                              | 30 大阪芸術大学グループプレゼンツ 大阪芸大スカイキャンパス                        | 30 かまいたちの ヘイ!タクシー!（TBS）                                             | 30 せんねん灸プレゼンツ しあわせ演歌 石原詢子です                 | 30 大月みやこ いい歌・こんばん話 （ぎふチャン・ROKにもネット）        | 45 長谷川玲奈のレナのツボ                                                 |
| 21                                              | 00 ◎イイね!イマうた 原田波人です（V）                                             | 00 ◎イイね!イマうた 里野鈴妹です（V）                                             | 00 岡崎泰正の 届け生歌 らじおんぱ!                                | 00 なんとかなるさ♪椎名佐千子です                                      | 00 ◎藤川貴央のDMZ（V）                                                    |
| 21                                              | 15 イイね!イマうたコノうた（V）                                                   | 15 イイね!イマうたコノうた（V）                                                   | 15 あれも! これも! SDGs                                           | 00 なんとかなるさ♪椎名佐千子です                                      | 00 ◎藤川貴央のDMZ（V）                                                    |
| 21                                              | 30 EBiDAN OSAKAの 弁天 to WORLD                                                   | 30 辰巳ゆうと ここでゆうとこ                                                      | 30 OBCミュージック・アベニュー                                    | 30 ミッドナイト ロックショー                                          | 00 ◎藤川貴央のDMZ（V）                                                    |
| 22                                              | 00 白銅 presents 近兼拓史の ウィークリーワールドニュース                          | 00 KIRA×はるな愛 #キミトワタシ                                                    | 00 昭和探求バラエティ 日本直販プレゼンツ ラフ×ラフ族              | 00 Lock on Music!                                                     | 00 モリソン NAZEなぞのトリセツⅡ                                           |
| 22                                              | 30 大阪マネー物語                                                                 | 30 ながの社長と部下の 株式会社おいおいラジオ                                      | 30 福島あかりと小石田純一の グララジ                              | 30 アニソン★ナイトフィーバー（V）                                     | 30 真弓孟之の オシャレって言われたい                                      |
| 22                                              | 45 Music Melting Pot                                                              | 30 ながの社長と部下の 株式会社おいおいラジオ                                      | 50 OBCミュージック・アベニュー                                    | 30 アニソン★ナイトフィーバー（V）                                     | 30 真弓孟之の オシャレって言われたい                                      |
| 23                                              | 00 サクラバシ919                                                                  | 00 サクラバシ919                                                                  | 00 サクラバシ919                                                  | 00 サクラバシ919                                                      | 00 サクラバシ919                                                          |
| 翌0                                             | 00 サクラバシ919                                                                  | 00 サクラバシ919                                                                  | 00 サクラバシ919                                                  | 00 サクラバシ919                                                      | 00 サクラバシ919                                                          |
| 1                                               | 00 山田裕貴の オールナイトニッポン（LF）                                          | 00 星野源の オールナイトニッポン （LF）                                           | 00 乃木坂46の オールナイトニッポン （LF）                         | 00 ナインティナインの オールナイトニッポン （LF）                     | 00 霜降り明星の オールナイトニッポン （LF）                               |
| 2                                               | 00 山田裕貴の オールナイトニッポン（LF）                                          | 00 星野源の オールナイトニッポン （LF）                                           | 00 乃木坂46の オールナイトニッポン （LF）                         | 00 ナインティナインの オールナイトニッポン （LF）                     | 00 霜降り明星の オールナイトニッポン （LF）                               |
| 3                                               | 00 早見沙織の ふり〜すたいる♪（QR）                                               | 00 QloveR SP（QR）                                                                | 00 斉藤壮馬・石川界人の ダメじゃないラジオ（QR）                  | 00 上田麗奈のひみつばこ（QR）                                         | 00 ヴァイナル・ミュージック〜for. EK〜歩け♪歌謡曲（QR）                   |
| 3                                               | 30 東山奈央の ラジオ@リビング（QR）                                               | 30 小原好美の ココロおきなく（QR）                                                | 30 夕実&梨沙の ラフストーリーは突然に（QR）                       | 30 えなこの○○ラジオ（QR）                                             | 00 ヴァイナル・ミュージック〜for. EK〜歩け♪歌謡曲（QR）                   |
| 4                                               | 00 葉山風花の Happy Lucky!（QR）                                                  | 00 指出毬亜の さしでがましいようですが（QR）                                      | 00 伊達さゆりの 伊達にラジオやってません!!!（QR）                 | 00 サンセルモ presents 結婚式はあいのなかで（QR）                     | 00 ヴァイナル・ミュージック〜for. EK〜歩け♪歌謡曲（QR）                   |
| 4                                               | 30 おはミュ!（QR）                                                                |                                                                                   |                                                                   |                                                                       | 00 ヴァイナル・ミュージック〜for. EK〜歩け♪歌謡曲（QR）                   |
| 4                                               | 45 OBCミュージック・アベニュー                                                    |                                                                                   |                                                                   |                                                                       |                                                                           |

#### 週末
| 時 | 土曜日                                                              | 日曜日 |
| -- | ------------------------------------------------------------------- | --- |
| 5  | 00 早起き情報スタジオ                                               | 00 風雲ラジオショッピング |
| 5  | 00 早起き情報スタジオ                                               | 00 OBCミュージック・アベニュー |
| 5  | 00 早起き情報スタジオ                                               | 15 Music Melting Pot |
| 5  | 00 早起き情報スタジオ                                               | 30 高岡美樹のどうぞご贔屓に |
| 5  | 45 Music Melting Pot                                                | |
| 6  | 00 土曜朝6時 木梨の会。（TBS）                                      | 00 おはよう!ニッポン全国消防団（LF） |
| 6  | 00 土曜朝6時 木梨の会。（TBS）                                      | 10 OBCミュージック・アベニュー |
| 6  | 00 土曜朝6時 木梨の会。（TBS）                                      | 15 おはようインフォメーション |
| 6  | 00 土曜朝6時 木梨の会。（TBS）                                      | 30 日本直販ラフ×ラフラジオショッピング |
| 6  | 00 土曜朝6時 木梨の会。（TBS）                                      | 40 OBCミュージック・アベニュー |
| 6  | 00 土曜朝6時 木梨の会。（TBS）                                      | 45 納得健康15分 |
| 7  | 00 桑原あずさのas life                                              | 00 OBCミュージック・アベニュー |
| 7  | 15 小倉・IMALUの○○玉手箱                                            | |
| 7  | 30 天使のモーニングコール（幸福の科学）                             | |
| 7  | 45 あなたとわたしの絵本の世界                                       | |
| 8  | 00 今旬!インフォメーション                                          | 00 ピックアップラジオショッピング |
| 8  | 15 OBCミュージック・アベニュー                                      | 15 Buy Now |
| 8  | 30 解決!知っ得プレミアム                                            | 30 Music Melting Pot |
| 8  | 45 Music Melting Pot                                                | 45 RADITIMEⅡ |
| 8  | 45 Music Melting Pot                                                | 55 OBCミュージック・アベニュー |
| 9  | 00 ○○先生と大村先生の相続・不動産ラジオ                             | 00 健やかインフォメーション |
| 9  | 15 まいどあり～（CRK）                                              | 15 旬!SHUN!ピックアップ |
| 9  | 30 OBCミュージック・アベニュー                                      | 30 Dr.ぷぅに聞く!おなかの赤ちゃんの声 |
| 9  | 45 土曜のラジオショッピング                                         | 45 健康生活インフォメーション |
| 10 | 00 Buy Now                                                          | 10:00 日曜競馬完全中継 OBCドラマティック競馬 （制作協力：競馬エイト、サンケイスポーツ） - 毎年12月29日 - 1月3日にあたる日曜は特別番組に差替放送する。 |
| 10 | 15 サイラジ!光の未来探検                                            | 10:00 日曜競馬完全中継 OBCドラマティック競馬 （制作協力：競馬エイト、サンケイスポーツ） - 毎年12月29日 - 1月3日にあたる日曜は特別番組に差替放送する。 |
| 10 | 30 納得!お得!ラジオショッピング                                     | 10:00 日曜競馬完全中継 OBCドラマティック競馬 （制作協力：競馬エイト、サンケイスポーツ） - 毎年12月29日 - 1月3日にあたる日曜は特別番組に差替放送する。 |
| 10 | 45 Music Melting Pot                                                | 10:00 日曜競馬完全中継 OBCドラマティック競馬 （制作協力：競馬エイト、サンケイスポーツ） - 毎年12月29日 - 1月3日にあたる日曜は特別番組に差替放送する。 |
| 11 | 00 今旬!インフォメーション                                          | 10:00 日曜競馬完全中継 OBCドラマティック競馬 （制作協力：競馬エイト、サンケイスポーツ） - 毎年12月29日 - 1月3日にあたる日曜は特別番組に差替放送する。 |
| 11 | 15 生わんたんらぁめん専門店 赤黄緑presents 阪上雄司の縁モーニング!! | 10:00 日曜競馬完全中継 OBCドラマティック競馬 （制作協力：競馬エイト、サンケイスポーツ） - 毎年12月29日 - 1月3日にあたる日曜は特別番組に差替放送する。 |
| 11 | 30 湯本正基のスーパー玉出と申します。                               | 10:00 日曜競馬完全中継 OBCドラマティック競馬 （制作協力：競馬エイト、サンケイスポーツ） - 毎年12月29日 - 1月3日にあたる日曜は特別番組に差替放送する。 |
| 11 | 45 SEIKIの志ある人づくりラジオ                                      | 10:00 日曜競馬完全中継 OBCドラマティック競馬 （制作協力：競馬エイト、サンケイスポーツ） - 毎年12月29日 - 1月3日にあたる日曜は特別番組に差替放送する。 |
| 12 | 00 魅力あふれる医療と介護                                           | 10:00 日曜競馬完全中継 OBCドラマティック競馬 （制作協力：競馬エイト、サンケイスポーツ） - 毎年12月29日 - 1月3日にあたる日曜は特別番組に差替放送する。 |
| 12 | 15 Stand Up! Radio                                                  | 10:00 日曜競馬完全中継 OBCドラマティック競馬 （制作協力：競馬エイト、サンケイスポーツ） - 毎年12月29日 - 1月3日にあたる日曜は特別番組に差替放送する。 |
| 12 | 30 平田達也の耳からトラベル                                         | 10:00 日曜競馬完全中継 OBCドラマティック競馬 （制作協力：競馬エイト、サンケイスポーツ） - 毎年12月29日 - 1月3日にあたる日曜は特別番組に差替放送する。 |
| 13 | 00 土曜のお昼は、やっぱり八光!                                      | 10:00 日曜競馬完全中継 OBCドラマティック競馬 （制作協力：競馬エイト、サンケイスポーツ） - 毎年12月29日 - 1月3日にあたる日曜は特別番組に差替放送する。 |
| 14 | 00 土曜のお昼は、やっぱり八光!                                      | 10:00 日曜競馬完全中継 OBCドラマティック競馬 （制作協力：競馬エイト、サンケイスポーツ） - 毎年12月29日 - 1月3日にあたる日曜は特別番組に差替放送する。 |
| 15 | 00 Lock on Music!                                                   | 10:00 日曜競馬完全中継 OBCドラマティック競馬 （制作協力：競馬エイト、サンケイスポーツ） - 毎年12月29日 - 1月3日にあたる日曜は特別番組に差替放送する。 |
| 15 | 30 OBCミュージック・アベニュー                                      | 10:00 日曜競馬完全中継 OBCドラマティック競馬 （制作協力：競馬エイト、サンケイスポーツ） - 毎年12月29日 - 1月3日にあたる日曜は特別番組に差替放送する。 |
| 16 | 00 納得健康15分                                                     | 10:00 日曜競馬完全中継 OBCドラマティック競馬 （制作協力：競馬エイト、サンケイスポーツ） - 毎年12月29日 - 1月3日にあたる日曜は特別番組に差替放送する。 |
| 16 | 15 まいどあり〜。                                                   | 10:00 日曜競馬完全中継 OBCドラマティック競馬 （制作協力：競馬エイト、サンケイスポーツ） - 毎年12月29日 - 1月3日にあたる日曜は特別番組に差替放送する。 |
| 16 | 30 土曜クラウン劇場 みゆ×てつ                                       | 30 アインシュタイン・山崎紘菜 Heat&Heart!（QR） / ボートレース ライブ（QR）                                                                           |
| 16 | 30 土曜クラウン劇場 みゆ×てつ                                       | 55 コガラジ |
| 17 | 00 Lock on Music!                                                   | 00 まいどあり〜。 |
| 17 | 00 Lock on Music!                                                   | 15 上山康博の百戦錬磨 |
| 17 | 30 健康生活インフォメーション                                       | 30 今旬!インフォメーション |
| 17 | 45 橋本ミユキのえらばれボイス                                       | 45 松浦百美子の今夜も聴かせて… |
| 18 | 00 原田旅行公社です                                                 | 00 水谷ひろしのOSAKA歌謡ウェ〜ブ |
| 18 | 30 ピックアップラジオショッピング                                   | 00 水谷ひろしのOSAKA歌謡ウェ〜ブ |
| 18 | 45 Music Melting Pot                                                | 00 水谷ひろしのOSAKA歌謡ウェ〜ブ |
| 19 | 00 三島麻衣の☆ミラクルハッピー                                      | 00 水谷ひろしのOSAKA歌謡ウェ〜ブ |
| 19 | 30 ミナミのチカラ                                                   | 00 水谷ひろしのOSAKA歌謡ウェ〜ブ |
| 19 | 45 山下純一のバリアフリーFUNK                                       | 00 水谷ひろしのOSAKA歌謡ウェ〜ブ |
| 20 | 00 工具大好き（TBS）                                                | 00 OBCミュージック・アベニュー |
| 20 | 30 namiがナミなみ! K-POP                                            | 30 江木俊夫の聞いてんの? |
| 21 | 00 松山千春のON THE RADIO（NACK5）                                  | 00 深見陽一郎のREAL RADIO |
| 21 | 00 松山千春のON THE RADIO（NACK5）                                  | 30 バタやんのこころラジオ |
| 22 | 00 岩田光央・鈴村健一 スウィートイグニッション（V）                 | 00 少女☆歌劇 レヴュースタァライト presents 〜シークフェルト中等部放送局〜（V）                                                                        |
| 22 | 00 岩田光央・鈴村健一 スウィートイグニッション（V）                 | 30 増田俊樹 今日も1年生（V） |
| 23 | 00 森久保祥太郎・浪川大輔 つまみは塩だけ（V）                       | 00 神谷浩史・小野大輔のDearGirl〜Stories〜（V / QR）                                                                                                  |
| 23 | 30 東映公認 鈴村健一・神谷浩史の仮面ラジレンジャー（V / QR）        | 30 ROCK ENTERTAINMENT 高見沢俊彦のロックばん（TBS）                                                                                                   |
| 0  | 00 アニソン★ナイトフィーバー（V）                                   | 00 WHITE SCORPIONのトーク&トークン |
| 0  | 30 Lock on Music!                                                   | （0:30 - 5:00） 放送休止 |
| 1  | 00 ニチレイプレゼンツ オードリーのオールナイトニッポン（LF）        | （0:30 - 5:00） 放送休止 |
| 2  | 00 ニチレイプレゼンツ オードリーのオールナイトニッポン（LF）        | （0:30 - 5:00） 放送休止 |
| 3  | 00 ぼちぼち寝んと・・・                                             | （0:30 - 5:00） 放送休止 |
| 3  | 30 フィロソフィーのダンス・奥津マリリのこっそりやってまラジオ       | （0:30 - 5:00） 放送休止 |
| 3  | 45 Music Melting Pot                                                | （0:30 - 5:00） 放送休止 |
| 4  | 00 アニソン★ナイトフィーバー（V）                                   | （0:30 - 5:00） 放送休止 |
| 4  | 30 Lock on Music!                                                   | （0:30 - 5:00） 放送休止 |

### 放送休止時間の変更
- 2010年10月 - 2012年3月：2:00 - 5:00
- 2012年4月 - 2013年3月、2016年1月 - 2019年3月：1:30 - 5:00
  - 2012年4月 - 2013年3月は『南里侑香 あなたと私のうた』の終了に伴い、『K-POPカフェ』を30分繰り上げ。2016年1月 - 2019年3月は『木村昴・外崎友亮のビバップコミュニケーション』を30分繰り下げ。
- 2013年4月 - 2015年12月、2019年4月 - 2020年9月：1:00 - 5:00
  - 『K-POPカフェ』の終了に伴い、さらに30分繰り上げ。
- *2014年6月23日 - 9月22日：1:30 - 5:00
  -     - 『四十五番目の話』（再）放送のため。
- 2020年9月27日は『BIGMAMA HOUR 秋の深夜スペシャル みんなの夢に乾杯!!』終夜放送のため休止せず。
- 2020年10月 - 2022年3月20日：0:00 - 5:00
  - 2020年9月6日（5日深夜）は『上方落語の宝・ありがとう仁鶴さん』（『オーサカ・オールナイト　夜明けまでご一緒に』のパーソナリティとして名を馳せた笑福亭仁鶴の追悼番組）を0:00 - 1:00に編成した関係で1時間繰り下げ。
  - 『It's SHOWTIME!感謝祭』放送のため、2021年9月27日（26日深夜）、2022年3月28日（27日深夜）は通常終了時間より1時間繰り下げ。
- 2022年4月3日は『BIGMAMA HOUR 春の深夜スペシャル みんなの夢に乾杯!!』終夜放送のため休止せず。
- 2022年4月10日 - 2023年3月26日：0:10 - 5:00
- 2023年5月28日は特別番組放送のため、3:00 - 5:00
- 2023年4月2日 - 2023年8月 1:00 - 5:00
- 2023年10月1日は『BIGMAMA HOUR 秋の深夜スペシャル みんなの夢に乾杯!!』終夜放送のため休止せず。
- 2023年9月 - 2025年3月 1:30 - 5:00
- 2025年4月 - 0:30 - 5:00

堺送信所の大規模メンテナンス時の日曜深夜放送休止について
- 堺送信所の大規模メンテナンスの際は日曜23:00 - 翌5:00に放送休止することがある。その場合は23時台の『神谷浩史・小野大輔のDear Girl〜Stories〜』『水樹奈々 スマイルギャング』を22時台に繰り上げて、22時台の通常番組を休止とする。

## 時報
「ポーン」（ラ単音、KBS京都とラジオNIKKEIでも使用）。radikoでも、時報音が放送されている。
スポンサーがいない時間帯は、ラジオ大阪のホームページ・各SNS・YouTubeチャンネル・radikoアプリの宣伝スポット後に「○時です。」と告知し時報音が放送される。

### 時報スポンサー
月曜日から金曜日の時報スポンサー一覧
| 時    | スポンサー     | 番組名                                            | 番組名                                            | 番組名                                            | 番組名                                   | 番組名                                               |
| 時    | スポンサー     | 月曜日                                            | 火曜日                                            | 水曜日                                            | 木曜日                                   | 金曜日                                               |
| ----- | -------------- | ------------------------------------------------- | ------------------------------------------------- | ------------------------------------------------- | ---------------------------------------- | ---------------------------------------------------- |
| 5時   | なし           | Music Melting Pot                                 | ヒヨコで踊るラジオ                                | Music Melting Pot                                 | Music Melting Pot                        | Music Melting Pot                                    |
| 6時   | なし           | Brand-New Morning                                 | Brand-New Morning                                 | Brand-New Morning                                 | Brand-New Morning                        | Brand-New Morning                                    |
| 7時   | 太田胃散       | AWAKE                                             | AWAKE                                             | AWAKE                                             | AWAKE                                    | AWAKE                                                |
| 8時   | ロジスティード | AWAKE                                             | AWAKE                                             | AWAKE                                             | AWAKE                                    | AWAKE                                                |
| 9時   | 太田胃散       | 藤川貴央のちょうどえぇラジオ                      | 藤川貴央のちょうどえぇラジオ                      | 藤川貴央のちょうどえぇラジオ                      | 藤川貴央のちょうどえぇラジオ             | ～ときめきラジオ～若宮テイ子のハッピー・パラダイス   |
| 10時  | なし           | 藤川貴央のちょうどえぇラジオ                      | 藤川貴央のちょうどえぇラジオ                      | 藤川貴央のちょうどえぇラジオ                      | 藤川貴央のちょうどえぇラジオ             | ～ときめきラジオ～若宮テイ子のハッピー・パラダイス   |
| 11時  | 月蔵寺 日月園  | OBCグッドアフタヌーン! 和田麻実子のみみよりだんご | OBCグッドアフタヌーン! 和田麻実子のみみよりだんご | OBCグッドアフタヌーン! #ラジぐぅ                  | OBCグッドアフタヌーン! #ラジぐぅ         | 原田年晴 かぶりつきBIGフライデー!                    |
| 12時  | 太田胃散       | OBCグッドアフタヌーン! 和田麻実子のみみよりだんご | OBCグッドアフタヌーン! 和田麻実子のみみよりだんご | OBCグッドアフタヌーン! #ラジぐぅ                  | OBCグッドアフタヌーン! #ラジぐぅ         | 原田年晴 かぶりつきBIGフライデー!                    |
| 13時  | なし           | OBCグッドアフタヌーン! 和田麻実子のみみよりだんご | OBCグッドアフタヌーン! 和田麻実子のみみよりだんご | OBCグッドアフタヌーン! #ラジぐぅ                  | OBCグッドアフタヌーン! #ラジぐぅ         | 原田年晴 かぶりつきBIGフライデー!                    |
| 14時  | なし           | チキチキジョニーの いただきました!3時間!          | 笑福亭松喬の 笑えば大吉                           | 森脇健児の ぶっとび水曜日                         | 原田年晴 かぶりつきサーズデー!           | 原田年晴 かぶりつきBIGフライデー!                    |
| 15時  | なし           | チキチキジョニーの いただきました!3時間!          | 笑福亭松喬の 笑えば大吉                           | 森脇健児の ぶっとび水曜日                         | 原田年晴 かぶりつきサーズデー!           | 原田年晴 かぶりつきBIGフライデー!                    |
| 16時  | 太田胃散       | チキチキジョニーの いただきました!3時間!          | 笑福亭松喬の 笑えば大吉                           | 森脇健児の ぶっとび水曜日                         | 原田年晴 かぶりつきサーズデー!           | 原田年晴 かぶりつきBIGフライデー!                    |
| 17時  | なし           | ニュース・パレード                                | ニュース・パレード                                | ニュース・パレード                                | ニュース・パレード                       | ニュース・パレード                                   |
| 18時  | なし           | 岡村孝子 あの頃ミュージック                       | 八神純子 Music Town                               | 夏川りみのたびぐくるちむぐくる                    | 鈴木康博 フォークソング・メモリーズ      | あっ、ヒラタですぅ～♪                                |
| 19時  | なし           | 相川七瀬 ROCK GOES ON                             | 由紀さおり ハートフルソングブック                 | 純烈・スーパー銭湯!!                              | 小松亮太の音楽世界旅行                   | OBCドラマティック競馬金曜版 そのだ金曜ナイター中継   |
| 20時  | なし           | 水野浩児の月曜情報スタジオ                        | 話の目薬ミュージックソン                          | Mr.Shinの魔法の時間!                              | 梅谷心愛のこころの歌                     | OBCドラマティック競馬金曜版 そのだ金曜ナイター中継   |
| 21時  | なし           | イイね!イマうた 原田波人です                      | イイね!イマうた 里野鈴妹です                      | 岡崎泰正の届け生歌 らじおんぱ!                    | なんとかなるさ♪椎名佐千子です            | 藤川貴央のDMZ                                        |
| 22時  | なし           | 近兼拓史の ウィークリー・ワールドニュース         | KIRA×はるな愛 #キミとワタシ                       | 昭和探求バラエティ 日本直販プレゼンツ ラフ×ラフ族 | Lock on Music!                           | モリゾン NAZEなぞのトリセツⅡ                         |
| 23時  | なし           | サクラバシ919                                     | サクラバシ919                                     | サクラバシ919                                     | サクラバシ919                            | サクラバシ919                                        |
| 翌0時 | なし           | サクラバシ919                                     | サクラバシ919                                     | サクラバシ919                                     | サクラバシ919                            | サクラバシ919                                        |
| 翌1時 | Cポン          | 山田裕貴の オールナイトニッポン                   | 星野源の オールナイトニッポン                     | 乃木坂46の オールナイトニッポン                   | ナインティナインの オールナイトニッポン  | 霜降り明星の オールナイトニッポン                    |
| 翌2時 | なし           | 山田裕貴の オールナイトニッポン                   | 星野源の オールナイトニッポン                     | 乃木坂46の オールナイトニッポン                   | ナインティナインの オールナイトニッポン  | 霜降り明星の オールナイトニッポン                    |
| 翌3時 | なし           | 早見沙織のふり～すたいる♪                         | QloeR SP                                          | 斉藤壮馬・石川界人のダメじゃないラジオ            | 上田麗奈のひみつばこ                     | ヴァイナル・ミュージック～for. EK 大人の歌謡クラブ～ |
| 翌4時 | なし           | 葉山風花のHappy Lucky!                            | 指出毬亜のさしでがましいようですが                | 伊達さゆりの伊達にラジオやってません!!            | サンセルモ presents 結婚式はあいのなかで | ヴァイナル・ミュージック～for. EK 大人の歌謡クラブ～ |

| 時    | スポンサー     | スポンサー                | 番組名                                              | 番組名                                                                 |
| 時    | 土曜日         | 日曜日                    | 土曜日                                              | 日曜日                                                                 |
| ----- | -------------- | ------------------------- | --------------------------------------------------- | ---------------------------------------------------------------------- |
| 5時   | なし           | なし                      | 早起き情報スタジオ                                  | 風雲ラジオショッピング                                                 |
| 6時   | なし           | なし                      | 土曜朝6時 木梨の会。                                | おはよう!ニッポン全国消防団                                            |
| 7時   | 太田胃散       | 太田胃散                  | 桑原あずさのas life                                 | OBCミュージック・アベニュー                                            |
| 8時   | ロジスティード | ロジスティード            | 今旬!インフォメーション                             | ピックアップラジオショッピング                                         |
| 9時   | 太田胃散       | 太田胃散                  | ○○先生と大村先生の相続・不動産ラジオ                | 健やかインフォメーション                                               |
| 10時  | なし           | なし                      | Buy Now                                             | 日曜競馬完全中継 OBCドラマティック競馬                                 |
| 11時  | なし           | [ 注 25 ]                 | 今旬!インフォメーション                             | 日曜競馬完全中継 OBCドラマティック競馬                                 |
| 12時  | なし           | [ 注 25 ]                 | 魅力あふれる医療と介護                              | 日曜競馬完全中継 OBCドラマティック競馬                                 |
| 13時  | なし           | [ 注 25 ]                 | 土曜のお昼は、やっぱり八光!                         | 日曜競馬完全中継 OBCドラマティック競馬                                 |
| 14時  | なし           | [ 注 25 ]                 | 土曜のお昼は、やっぱり八光!                         | 日曜競馬完全中継 OBCドラマティック競馬                                 |
| 15時  | なし           | [ 注 25 ]                 | Lock on Music!                                      | 日曜競馬完全中継 OBCドラマティック競馬                                 |
| 16時  | なし           | [ 注 25 ]                 | 納得健康15分                                        | 日曜競馬完全中継 OBCドラマティック競馬                                 |
| 17時  | なし           | なし                      | Lock on Music!                                      | まいどあり〜。                                                         |
| 18時  | なし           | なし                      | OBCミュージック・アベニュー                         | 水谷ひろしのOSAKA歌謡ウェ〜ブ                                          |
| 19時  | なし           | なし                      | 三島麻衣の☆ミラクルハッピー                         | 水谷ひろしのOSAKA歌謡ウェ〜ブ                                          |
| 20時  | なし           | なし                      | 工具大好き                                          | OBCミュージック・アベニュー                                            |
| 21時  | なし           | なし                      | 松山千春のON THE RADIO                              | 深見陽一郎のREAL RADIO                                                 |
| 22時  | なし           | なし                      | 岩田光央・鈴村健一 スウィートイグニッション         | 少女☆歌劇 レヴュースタァライト presents 〜シークフェルト中等部放送局〜 |
| 23時  | なし           | なし                      | 森久保祥太郎・浪川大輔 つまみは塩だけ               | 神谷浩史・小野大輔のDearGirl〜Stories〜                                |
| 翌0時 | なし           | なし                      | アニソン★ナイトフィーバー                           | WHITE SCORPIONのトーク&トークン                                        |
| 翌1時 | Cポン          |                           | ニチレイプレゼンツ オードリーのオールナイトニッポン | 放送休止                                                               |
| 翌2時 | なし           |                           | ニチレイプレゼンツ オードリーのオールナイトニッポン | 放送休止                                                               |
| 翌3時 | なし           | ぼちぼち寝んと・・・      |                                                     | 放送休止                                                               |
| 翌4時 | なし           | アニソン★ナイトフィーバー |                                                     | 放送休止                                                               |

時報にスポンサーが付かない時間帯では、ラジオ大阪からのインフォマーシャル（YouTube公式チャンネル・instagram公式アカウントのPR、radikoでの番組聴取・郵送によるタイムテーブルの請求方法に関する案内など）を、時報CMの代わりに挿入している。

## イベントおよび特別番組
- 大阪国際女子マラソン（日本陸上競技連盟・産経新聞・関西テレビと共催）2014年まで放送
- 上方漫才大賞（発表会の模様を関西テレビと同時に生中継、ラジオ大阪・関西テレビからアナウンサーが1名ずつ司会を担当）
- ラジオ・チャリティー・ミュージックソン（幹事局・ニッポン放送）
- OBCドラマティック競馬金曜版 そのだ金曜ナイター中継
- 淀川環境キャンペーン → 近畿 川ものがたり（終了）
- OBCラジオまつり 10万人のふれあい広場（2020年・2021年を除く毎年11月23日に大阪城公園内の「太陽の広場」で開催）　
  - 開催日には、会場からレギュラー番組や特別番組向けて生中継を実施。会場への入場は無料で、協賛の企業・団体が物販や展示を目的に多数のブースを場内に設けるほか、OBC関連のグッズ（「ラジオ・チャリティー・ミュージックソン」の一環として製作している「チャリティーカレンダー」など）も場内で販売している。ただし、COVID-19（新型コロナウイルス感染症）が日本国内で流行していた2020年・2021年には開催せず、スタジオからの生放送による同名の特別番組で代替していた。
  - 2024年3月16日（土曜日）・17日（日曜日）には、『ラジオ大阪 元気アップフェスタ2024 テンシバピクニック』を大阪市天王寺区の「てんしば」（天王寺公園のエントランスエリア）で開催。OBCが「ラジオまつり」に相当するイベントを春季に開催することは、『元気アップフェスタ2024』が初めてで、開催の期間中はレギュラー番組の公開生放送や派生企画も実施した。
- ラジオよしもと 春の大満開スペシャル（ヤマダ電機LABI1なんば店/2006年3月）
- 本格焼酎＆泡盛フェスタ（主催　ラジオ大阪　後援　日本酒造組合中央会，2020年以降はイベント設定無し）

## 編成上の備考
- NRN基幹局のニッポン放送が1975年から毎年12月24 - 25日に実施しているラジオ・チャリティー・ミュージックソンに、1976年から企画ネット方式で参加。「音の出る信号機」の設置台数を増やすための募金を受け付けているほか、ミュージックソンの時間帯に編成される自社制作の生ワイド番組で連動企画を実施している。平日の午前～夕方帯に自社制作で放送される生ワイド番組でも、聴取率調査週間内・ミュージックソンや「OBCラジオまつり 10万人のふれあい広場」（自社制作番組の公開生放送や公開収録などと連動した大阪城公園でのイベント）の開催日（勤労感謝の日に当たる11月23日）を除く1日（祝日や防災の日など）に、ミュージックソンに似た構成で特定のテーマ（「防災」や「アンチエイジング」など）と連動させた番組縦断型の特別企画を実施することがある。

- 2018年以降は、同年6月18日の大阪府北部地震を踏まえ、大阪北部地震の発災日である6月18日、阪神・淡路大震災（1995年）の発災日である1月17日、東日本大震災（2011年）の発災日である3月11日、防災の日で関東大震災（1923年）の発災日である9月1日に、自社制作の生ワイド番組を中心に連動企画として『防災特別企画「明日のために、今できること。」』を放送。防災をテーマに専門家がゲストとして出演し、被災経験のある人物を取材するなどし、防災に関する情報を伝える。前述の「防災ラジオステーション宣言」発動後はその一企画となっている。また、防災関連の取り組み（AMラジオ災害問題協議会など）に多く関わっている藤川貴央（ラジオ大阪アナウンサー）による「防災ラジオステーション OBC ラジオ大阪です」というアナウンスが5秒間流れているほか、和田麻実子（同局アナウンサー）による災害への備えを伝えるCMも放送されている。

- 大阪地区で毎年6月・12月の第3週に設定される聴取率調査週間では、2018年度（2018年12月第3週）まで、「ラジオ大阪　ハッピーウィーク」という名の下に、局ぐるみの特別企画で他の民放ラジオ局と競い合っていた。令和時代に入ってから（2019年6月第3週以降）の調査週間では企画の実施を2022年まで見送っていたが、2023年最初の調査週間（6月第3週）に際しては、特別企画を番組単位（『サクラバシ919』『OBCグッドアフタヌーン!和田麻実子のみみよりだんご』など）で復活。2024年最初の調査週間（6月第3週）には、「ラジオ大阪　もう、好きにやります。ウィーク」（自社制作の生ワイド番組に「スペシャルゲスト」を招く週間）と銘打って局ぐるみの特別企画を再開させている。
- 少なくとも2022年からは、ビデオリサーチによる聴取率調査とは別に、番組の聴取方法（AM・ワイドFM・radiko）に関する独自のアンケート調査を年に1回のペースで電話を通じて実施している。ラジオ大阪では9月19日を（ワイドFMの周波数＝91.9MHzにちなんで）「クイックの日」に定めていることから、調査期間を同日の前後（9月中 - 下旬）に設定。「67コール」の専用回線を利用した三者択一方式の調査であるため、携帯電話かスマートフォンからしか参加できないほか、参加に際しては所定の通話料を要する。その一方で、調査期間の終了後には、参加したリスナーから抽選で1名に宝くじ100枚などをプレゼント。ちなみに、在阪の民放ラジオ局では、MBSラジオも毎日放送時代の2016年から「67コール」による四者択一方式の自主調査を「MBSラジオの日」（9月6日）前後に実施している。

### プロ野球中継
- 在阪局では後発に当たるOBCは、プロ野球中継でも後塵を拝し、長らくMBSラジオや朝日放送ラジオ、ラジオ関西が放送しているのを横目で睨みながら、NRN発足後はプロ野球シーズンにおいてもナイター中継はローカル放送を不定期で行う程度だった。
- その後、1972年より南海ホークスを中心とした自主制作による『南海ナイター』（開始当初の番組名。年度により土・日曜か日曜のみのいずれか）を編成。1977年以降は土・日のNRNナイターの制作担当を行うこととなる。また同年には南海ホークスに代わり近鉄バファローズをバックアップした『近鉄バファローズナイター』を編成したが、1982年より開始した『文化放送ライオンズナイター』（1984年まではバラエティ番組扱い、1985年からは本格的な野球中継）とも相互に制作協力を実施した。
- 2004年度は金曜日以外の平日のナイターが行われなかった。これは近鉄バファローズナイターの冠スポンサーであった近鉄が、金曜以外のスポンサーから撤退したためである。
- 2005年度からは、ナイター中継がレギュラーでは土・日のみの放送となり、平日のナイター中継が無い全国で唯一のAMラジオ局となった。（但し2005年度はオリックス・バファローズの大阪ドーム、スカイマークスタジアム主催ゲームが金曜日に開かれる場合は『オリックス・バファローズ ナイトスタジアム』を放送した。）
- 2007年度には、レギュラーの中継が土曜日のみとなった。これに伴い、日曜日の関西地区でのNRNナイターの実況は文化放送が担当することになった。（中継はOBC技術協力の形で裏送り）
- 2008年度からは、日本の民放ラジオでは史上初となるプロ野球中継の完全撤廃に踏み切り、OBCが担当していた土・日のNRNナイターはMBSラジオが、『文化放送ライオンズナイター』の制作協力は朝日放送ラジオがそれぞれ引き継いだ。
  - なお、『MBSタイガースナイター』では土・日のニッポン放送との相互ネット関係が継続されたため、MBSラジオではニッポン放送に同時ネットする自社向けと、裏送りで文化放送をはじめとするNRN加盟各局に向けてネットするものとの二重制作を行うことになった。一方朝日放送ラジオでは2017年までそれまでのOBCと同様に技術協力などにとどまり、『文化放送ライオンズナイター』の制作にはタッチしていなかった。
  - だが、2010年度からTBSラジオの週末の野球中継全国放送の廃止を受けて、土・日のNRNナイターがMBSラジオから朝日放送ラジオに移管されており、朝日放送ラジオが自社の放送を文化放送・東海ラジオなどNRN加盟各局に向けてネットしている。ただし、デーゲーム中継についてはこの限りではない。
  - さらに、TBSラジオが2018年に横浜DeNAベイスターズ主催試合のビジター地元局への裏送りを除いて野球中継から全面撤退したため、『文化放送ライオンズナイター』はビジターゲームの自社制作を縮小し、朝日放送ラジオ（火 - 木曜および金曜の一部）とMBSラジオ（金曜の一部）が関西地区での試合の中継制作を受託するようになり、日程や要員の都合によっては相互ネットとなることがある。また文化放送自体も2018年を最後に自社放送の週末ナイター中継を取りやめ（日曜は先に2012年を最後に取りやめている）となり、文化放送が製作にかかわる試合は、関東の5球団が主催し、その対戦相手が関東以外の7球団である場合の裏送り（土曜日は関東勢同士の対戦を含め対戦カードに関係なしで山口放送向け裏送りも）だけになっている。
- 2008年北京オリンピックの野球日本代表の試合をニッポン放送のネット受けで中継。OBCとしては約1年ぶりの野球中継となった。

### ナイターオフ期
以下は週末のナイター放送があった2007年までの事例を記載する。
- ナイターシーズンオフの番組は原則として他局と同じく10月の第1月曜日（若しくは9月最終月曜日）から行っているが、1997年〜2003年にかけての19:30〜21:00に放送された『はやり歌一番星』についてはプロ野球日本シリーズの放送日程の関係もあったのか、シリーズ終了後から放送を開始した。シリーズ開幕前は単発番組「OBCバラエティー」でつないだ。
- 2004年度以後は平日のナイター放送が減らされ、スタジオからの定時番組を増やしたため、平日の分については特に大きな変更はなかったが、土・日曜日は定時放送がシリーズ終了後から行われるため、その期間は『OSAKA歌謡ウェーブ』（演歌・歌謡曲のプロモーション番組）などを放送している。
- 2006年度は、日本シリーズ中継は行わないため、土・日のシーズンオフ編成は他局と同じく10月7日から組まれていた。（日曜日の文化放送受け『岩本勉のまいどスポーツ』は10月22日、はOBC向けの裏送りとなった）
- 2007年度は、土曜日の18時台にニュース番組が新たに始まり、日曜日の番組の改編は行われなかった。（聖教新聞提供の文化放送のネットを打ち切った）

### アニラジ
1979年、『アニメトピア』を開始。これはそれ以前の野沢那智&白石冬美（ナチチャコ）にみられるように「ワイド番組に声優を起用」というものではなく、第二次アニメブームに乗っかる格好で開始した「アニラジ」の先駆けといえる存在である。その後この番組は文化放送、東海ラジオへとネットワークを拡大。ところが、「アニメ情報番組」というより、アニメ情報コーナーはあれど「声優の日常」を切り取ったようなトーク番組として定着。
その後はいったん離れていたが、1997年のプロ野球のシーズンオフに『木村亜希子の1314 V-STATION』を土曜20:00 - 21:00に放送。それ以降は『1314 V-STATION』の名で数多くの番組を制作していき、週末の夜間帯を中心にアニラジが枠を占めるようになっていった。文化放送が『文化放送A&Gゾーン』としてアニラジゾーンを制定して3年半後のことである。
同じ関西地区で多くのアニラジを制作するラジオ関西が『アニたまどっとコム』としてゾーニング編成を敷いたころから、ラジオ大阪では縮小傾向にある。

### JRN・RF・FM局とのネット
- 2001年10月2日 - 2013年3月31日まで放送されたTBSラジオ制作の『あなたへモーニングコール』はJRN番組であったが、ラジオ大阪が第1回から最終回まで1時間遅れの時差ネットではあるが、ネット受けをしていた[注 28]。

  - このような例は以前からあり、『ザ・バラエティ〜おすぎとピーコのスキャンダルナイト』、『ザ・ヒットパレード 毎日がベストテン NOW BEST3』、『永六輔の誰かとどこかで』などが、ラジオ大阪から放送されていた。また、かつてはラジオ日本制作の『ジャイアンツ情報』が放送されていた時期もある。
- これとは逆にラジオ大阪制作のアニラジ番組が番組購入の形ながらTBSラジオとラジオ日本(1422 V-STATION)、独立FM局のNACK5でも放送されていた。なお、『ゴクラク!もえもえステーション』は一時期、TBSラジオとラジオ日本の両方で日時が異なりながらも放送されていた異例の時期もあった。また、TBSラジオでも「V-station」(954 V-STATION)の名前で放送されていた時期があった。
- 2014年9月29日から2025年3月31日までは、TBSラジオが制作する『生島ヒロシのおはよう一直線』（2025年1月28日からは『おはよう一直線』として）を、同時ネット方式で放送していた[注 29]。同局制作の生ワイド番組の同時ネットはOBC史上初めてで、2019年3月までは編成上『中西ふみ子の今日も元気に』（OBC制作の生ワイド番組）に内包されていた（同年4月以降は単独番組としてネットを継続）。ただし、12月25日が平日の場合には、『ラジオ・チャリティ・ミュージックソン』関連の編成を優先するためネットを返上していた。2025年4月1日から放送開始の『Brand-New Morning』も引き続きネット受けする。逆に、OBC制作で2012年10月-2025年3月に放送していた『司馬遼太郎短篇傑作選』は、TBSラジオでも同時ネットで放送していた。
  - 2023年の4月改編からは、『生島ヒロシのおはよう一直線』のフルネットに加えて、TBSラジオ制作の番組から『土曜朝6時 木梨の会。』（生放送番組）のフルネットと『かまいたちのヘイ!タクシー!』『ROCK ENTERTAINMENT 高見沢俊彦のロックばん』の時差ネットを始めている[52]。さらに、2024年の4月改編からは、時差ネットの対象番組に『工具大好き』（トラスコ中山の単独提供番組）を追加（いずれも事前収録のコマネット番組）。
    - 近畿広域圏の民放ラジオ局による『木梨の会。』『ヘイ!タクシー!』『工具大好き』の放送は、いずれも初めて。『木梨の会。』では2019年2月23日放送分でABCラジオ第2スタジオからの裏送りを実施していたが、ABCが自社向けに放送した実績のないまま、OBCでの常時ネット開始に至った。ちなみに、OBCでの番組宣伝だけを目的に制作された『木梨の会』のラジオCM（メインパーソナリティのとんねるず・木梨憲武とネット開始時点の週替わりアシスタント陣からTBSテレビアナウンサーの篠原梨菜が出演）では、木梨が関西弁風のメッセージを特別に入れている。なお、『木梨の会』では2024年4月から、篠原に代わって後輩アナウンサー（大阪府堺市出身）の吉村恵里子がアシスタントを担当。
    - 『ロックばん』はかつて近畿広域圏内にある他の民放AM局（ABC→MBS）でも時差ネットで放送していたが、OBCでのネット開始によって、近畿広域圏における放送をMBSでのネット終了（2013年12月）以来9年3ヶ月ぶりに再開。OBCでの時差ネット枠は毎週日曜日の24:30 - 25:00（月曜日の0:30 - 1:00）で、2023年3月までの日曜日における放送終了時刻（24:10）より遅く設定している。
- FM局の番組では2025年1月現在、NACK5の『松山千春のON THE RADIO』がOBCで放送されている。
  - また、2025年3月31日から千葉のベイエフエム（BAYFM）のAWAKEを放送する（7時から飛び乗り、8時50分に飛び降り）。

ちなみに大阪放送（当時、OBC）では、TBSラジオで営業推進部長や総務・経営企画部長などを歴任した吉野達也を、2022年9月1日付で常務取締役に招聘。吉野は、2023年6月28日開催の取締役会をもって代表取締役社長へ就任した。吉野は1990年にOBCへ入社した後に、2001年に営業職の中途採用でTBSラジオ（当時の商号はTBSラジオ&コミュニケーションズ…略称：TBS R&C）へ移籍していた ため、役員として21年ぶりにOBCへ復帰した後に社長へ就任。TBSラジオには、復帰の前日（2022年8月31日付）で退社した吉野以外にも、OBC出身の社員が若干名在籍している。

## かつて放送されていた主な番組（休止中を含む）
平日明け方
- お早ようOBC（5:00 - 5:50）
- 早起きパートナー 朝です奥さん!（5:50 - 7:00）
- 早起きバンザイ水本貴士です
- 早起きいちばん 鏡宏一です（1976年4月5日 - 1977年4月1日）
- 笑顔でおはよう 今西令子です（1977年4月4日 - 、5:00 - 6:50→6:15 - 7:00）
- 水本貴士のヨーイドン!（1983年4月4日 - 1988年3月、5:00 - 6:30）
- おはようスタジオ中里ひろみです（1988年 - 、5:30 - 6:30）
- コレいけまっせ!（5:00 - 6:30）
- OBCさんさんリクエスト
- 秀華です けさのお目覚めは?（ - 2000年3月、5:00 - 6:36）
- むさし・ふみ子の朝はミラクル!（2005年 - ）

平日朝
- 7時ですハイ・スタート（1965年8月1日 - ）
- ぶっつけ本番7時です（1968年4月1日 - 、7:00 - 7:35）
- 水本貴士のオーサカ1310（1971年10月4日 - ）
- OBC目覚しワイド 朝はどこからプリンから（1976年4月5日 - 1977年4月1日、6:35 - 8:40）
- お元気ですか 鏡宏一です（1977年4月4日 - 1978年9月29日、7:00 - 9:00）
- Oh!ハッピーモーニング（1978年10月2日 - 1980年4月4日）
- 尾崎千秋のハッピーモーニング（1980年4月7日 - 1982年10月1日、7:00 - 9:00）
- お元気ですか!ラジオ大阪です（1982年10月4日 - 1985年3月29日、7:20 - 10:00）
- ごきげんいかがハウ原田YOU→ハウ原田YOU（1985年4月1日 - 、7:10 - 9:00→6:30 - 9:00）
- とことんワイド原田年晴です（1987年 - 1988年4月1日、6:30 - 9:00）
- 青芝フックのニュース大冒険（1988年4月4日 - 1989年9月29日、7:00 - 9:00）
- おはよういい朝 入川保則です（1989年10月2日 - 、7:00 - 9:00）
- 徳さんのじんじんラジオ（1992年 - 、6:30 - 9:00）
- とっておきワイド（7:00 - 9:00）
- おはよう!おかえり 沢田尚子です（1995年 - 1998年3月、7:00 - 9:00）
- おはようジャーナル（1998年4月 - 2000年3月、7:00 - 9:00）
- 一段のスタートアップ!（2000年4月 - 2002年3月、7:00 - 8:57）
- 原田年晴のラジオでおはよう!（2002年4月 - 6:54 - 8:57）
- 笑福亭銀瓶の銀ぎんワイド（2011年4月4日 - 2014年9月26日、7:00 - 8:54→7:05 - 8:54→7:05 - 8:59）
- モーニングライダー! 藤川貴央です（2014年9月29日 - 2017年3月31日、7:00 - 9:00）
- 慶元まさ美のハッピー・モーニング（2017年4月3日 - 2019年3月29日、7:00 - 9:00）

平日昼前
- ごきげんさん!大阪リクエスト（1974年10月1日 - 、9:00 - 10:30）
- 上岡龍太郎・安達治彦のあなたとご一緒に（9:00 - 10:55）
- あらまあホンマ福笑の福袋（1978年4月3日 - 、9:00 - 10:40）
- あいあいスタジオ成瀬國晴です（1979年10月 - 、9:00 - 10:40）
- 月亭八方のこれも何かのご縁です（1985年4月1日 - 1989年3月31日、9:05 - 11:00）
- 本気でほんま!西川のりおです（1989年4月3日 - 1991年10月4日、9:00 - 11:00）
- 本気でほんま!桂きん枝です → 桂きん枝の朝はまんまる（1991年10月7日 - 1994年7月1日、9:00 - 10:58）
- サブロー・リンゴのむっちゃ元気!→ラジオよしもと むっちゃ元気!（1994年7月4日 - 2008年6月30日、9:00 - 13:00→9:00 - 12:00）
- ラジオよしもと むっちゃ元気スーパー!（2008年7月1日 - 2013年3月29日、9:05 - 11:50→9:05 - 11:40）
- 中井雅之のハッピーで行こう!（2013年4月1日 - 2015年3月27日、9:05 - 11:40→9:00 - 11:40）
- 青木和雄の昼までえぇやん!（2015年3月30日 - 2019年3月29日、9:00 - 11:34→9:00 - 11:24）
- すみ子のしあわせリビング（10:00 - 12:00）
- 佃寿美子のしあわせリビング（10:00 - 12:00）
- ほっと11 OBC→耳よりステーション ほっとイレブン（11:00 - 12:00）
- 悩みの相談室（1958年7月1日 - ）
- 佐伯チズのお話ししましょ（2008年3月31日 - 2010年12月31日、11:50 - 12:00）

平日昼過ぎ
- 笑ってください歌謡曲
- 明治の出前キャラバン〜やすしの毎度おおきに（12:00 - 12:10）
- やっさんの1800秒ぶっちぎり
- 龍太郎の翔んで1800秒（12:15 - 12:45）
- フック・キックのスタジオテイクファイブ（12:20 - 12:55）
- 歌謡曲これイチバン!（1995年4月 - 、12:00 - 15:00）
- カンカン歌謡曲（ - 2005年4月1日、12:00 - 14:00）
- ほんまもん!原田年晴です（2005年4月4日 - 2019年9月26日）
- 爆笑歌謡曲（13:00 - 13:30）
- 阿部牧郎とそのー味（1972年10月2日 - ）
- 大作のりんりんリクエスト（13:00 - 14:00）
- 浜村淳の何が何でも（1980年10月 - 、13:00 - 14:00）
- トヨタ・ニュースパトロール「1000台応答せよ」（1968年10月7日 - 、14:30 - 15:00）
- みんなでみんなでリクエスト バンザイ!歌謡曲（1967年2月1日 - 1987年10月2日）
- ほいきたッ!ラジオ新鮮組（1987年10月5日 - 1989年9月29日）
- OBCなんでもリクエスト（1989年10月2日 - 1993年3月26日、13:00 - 15:55）
- OBCどんどん歌謡曲 弁天町からきかせやしよう（1993年3月29日 - 、13:00 - 15:55）
- 桂九雀（桂こごろう）のワイワイじゃーなる（1996年9月30日 - 2004年7月2日、15:00 - 17:00）
- NEWSワンダーランド（2004年7月5日 - 2006年9月29日）
- 高岡美樹のべっぴんラジオ（2010年4月5日 - 2019年9月26日）

平日夕方
- いきいきタウンレーダー（1977年10月5日 - 、16:00 - 18:00）
- 水本貴士のおおさか午後4時（1980年10月 - 1982年3月）
- 笑福亭學光・水谷ひろしのおおさか午後4時
- 情報ステーションときめき大通（1987年10月 - ） → 情報ステーションときめき海岸通り → 夕焼け横丁にしひがし（1994年10月 - ）
- こちらOBC報道部です（1975年10月5日 - ）
- OBCゴルフスクランブル - オール巨人のゴルフ交遊録 -
- OBCイブニング6（2004年3月29日 - ）

平日夜（ナイターオフ）
- カット・ジャパン1310
- 歌謡曲大ばく進
- Just 7 ぺらぺらリクエスト（1977年10月 - 1978年3月）
- スクリーム・ヤング・スペース
- OBCミュージック・ナイターぱっくんカフェ（1984年10月 - 1985年3月、18:30 - 20:00）
- ここが最先端!ベストヒット100（1989年10月 - 1990年3月、19:00 - 20:30）
- ブンブンMOMOJiRiキッズ（1993年10月 - 1994年3月、20:00 - 21:00）
- 本命対抗アナタイム（1994年10月 - 1995年3月、19:00 - 21:00）
- バカボン鬼塚のマニッシュイケてる倶楽部（1996年10月 - 1997年3月、20:00 - 21:30）
- はやり唄一番星

平日夜
- ハロー!パーティ HATでヤンヤン（1969年4月14日 - 、大国町トミヤマ2階「スタジオHAT7」より公開放送。文化放送のハローパーティーとコラボレーションするコーナーがあった）
- バンザイ歌謡曲それッ!（2005年4月 - 2006年9月）
- 街角ステーション 僕らのラジオ（2006年10月2日 - 2011年3月31日）
- 武田英子のニュースにタッチ!（2013年4月1日 - 2013年9月27日）
- 熟メン!野村啓司です（2015年3月30日 -　2019年3月28日）
- ガチャガチャBBQ
- Music Cafe いいおとな（2006年4月3日 - 9月29日）
- なぐりこみ歌謡七人衆（1969年4月14日 - ）
- ヒットでヒット バチョンといこう!（1970年4月1日 - 1974年6月）
- オーサカ・ナイト・スペース ヤング立入禁止（1974年7月1日 - 1975年5月30日）
- 亥の上刻 やんぐないとおおさか
- わっしょいスペシャル・ハイ本番!○曜バチョン（1976年4月5日 - 1977年4月）
- 青春最前線（1977年4月4日 - 1978年9月29日）
- JAM JAM 11（1978年10月2日 - 1980年4月4日）
- JAM JAM OSAKA（1980年4月7日 - 1981年10月2日）
- OBCヤングラジオ（1981年10月5日 - 1983年4月1日・1983年10月11日 - 1984年3月30日）
- POP STATION KISS（1983年4月4日 - 1984年3月30日）
- KISS（1984年4月2日 - 1985年3月28日）
- おっと!モモンガ（1985年4月 - 1986年5月）
- 2丁目ダウンタウン（1986年10月12日 - 1989年3月26日）
- ラジオ2丁目劇場（1987年10月5日 - 1990年3月30日）
- 〈吉本印天然ラジオ〉よしもとDAウー!（1990年4月2日 - 1997年4月4日）
- OBCブンブンリクエスト（1986年6月2日 - 2001年9月28日）
- MEGAHITS! COUNT DOWN WEST
- よしもとエンタテイメントステーションGOYŌDA（2003年1月 - 2006年3月）
- baseよしもとガンラジ（2006年4月3日 - 2008年3月27日）
- baseよしもと ナマワラb（2008年3月31日 - 2011年1月27日）
- 5upよしもと ガチモリ（2011年1月31日 - 2013年3月28日）
- サウンド・ドリーマー（2013年4月1日 - 2014年7月3日）
- TOP POP MUSIC（2014年7月7日 - 2018年3月29日）

平日深夜
- アナウンサーコーナー（1959年4月1日 - ）
- 大阪午前0時（1967年9月1日 - ）
- オーサカ・オールナイト 夜明けまでご一緒に → オーサカ・オールナイト 叫べ! ヤングら（1966年12月5日 - 1969年5月3日、2:30 - 5:30）
- リクエスト・パラダイス（1982年10月4日 - 1983年4月1日）
- ひでしのポップステップミュージック
- 集まれ!プンプンコメジン!

金曜日
- GO!GO!フライデーショー!（2018年4月6日 - 2020年12月25日）
- ニュースフライデー515
- どっきん!面白天国（1984年4月6日 - 1985年8月30日）
- 金曜19時の生歌
- 雪月花のナイトカフェ（2019年7月 - 2023年3月31日、金曜 21:00 - 21:30）

土曜日朝
- 三吾・十吾の土曜です オーサカ1310
- 朝です!槇洋介です
- 笑顔でおはよう 今西令子です
- 阪神サタデーインクローバー
- おはよう梅田一番地
- 土曜瓦版・中村鋭一です（8:00 - 9:00）
- 下田良三の気楽に行こう
- うきうきサタデー
- 山口進のすすめ土曜日（2000年4月 - 2001年9月29日、7:00 - 10:30）
- 佐川満男の土曜はおまかせ!（2001年10月6日 - 2002年3月、7:00 - 10:30）
- 寺谷一紀の土曜はおまかせ!（2002年4月 - 7:00 - 10:30）
- 幸せラジオ 乾龍介です!（2009年4月4日 - 2012年3月31日）
- Chicken Garlic Steakのアカペラモーニング♪（2014年7月5日 - 2015年9月26日）
- Chicken Garlic Steakのサタデーモーニング♪（2015年10月3日 - 2016年3月26日）

土曜日昼前
- 男と女でダバダバだ!!（1973年 - 1982年10月2日、9:00 - 12:00）
- 春蝶のだから土曜日→桜井一枝のだから土曜日（1982年10月9日 - 1993年4月3日、9:00 - 11:00）
- 鶴光の土曜日DEおま!（1993年4月10日 - 、9:00 - 11:00）
- スマイリングハイウエイ いっきに土曜日!（8:00 - 11:00）
- 土曜の朝はあいこでホイ!
- サタオビ（2015年10月3日 - 2017年4月1日）

土曜日昼過ぎ
- やすしきよしの土曜だ12時だ→土曜だ12時だ
- 中井雅之のやるぜ土曜日（12:10 - 13:00）
- どんどこワイド（1993年 - 、13:00 - 18:00）
- 大阪おひるドキ!
- モモコの育児日記
- 週末です 遊べ半ドン! 歌え半ドン!（1967年2月4日 - 1971年3月30日、13:30 - 18:00）
- 歌と競馬中継 遊べ半どん! どんとこい!（1971年4月6日 - 1973年9月30日）
- あっちゃこっちゃ えらいこっちゃ（1973年10月6日 - 1974年9月28日）
- 歌って笑ってドンドコドン（1974年10月5日 - 1999年3月27日)
- おおさかパワーワイド 元気もってこい!（1999年4月10日 - 1999年7月31日）
- おおさかパワーワイド ちゃらんぽらんの元気もってこい!（1999年8月7日 - 2003年9月27日）
- 増井孝子の100万人の青春ソング（2003年10月 - 2004年9月）
- 土曜のお昼はほのぼの招待席（ - 2009年7月25日）
- 青木和雄の土曜がいちばん!（2010年4月10日 - 2015年3月28日）
- あみるのママで（2016年4月2日 - 2021年9月25日）

土曜日夕方
- ARE YOU オーケイ? サタデーinザ・パーク（2004年10月16日 - 2006年9月30日）
- 桂春菜のだから土曜日（2006年10月7日 - 2009年3月28日）
- 司馬遼太郎短篇傑作選（2012年10月6日 - 2025年3月29日）

土曜日夜
- 桜井一枝の土曜なつメロ天国（1985年 - ）
- OBC土曜一番星

土曜日深夜
- サタディ・バチョン（1974年10月12日 - 1991年9月）
- 鶴光のつるつる90分!（23:00 - 0:30）
- テイチク・ミッドナイト歌謡曲（2006年4月16日 - 2011年3月27日）
- まもなく夜明け 米朝事務所です

日曜日明け方
- 歌謡曲朝一番
- 花まる日曜日

日曜日昼前
- 上沼恵美子のおしゃべりサロン

日曜日午後
- ハッピーバースデー・コトブキ・ミュージックイン
- プリンのぶっちゃけ! バンバン
- ノック・龍太郎のDJ決定版（17:30 - 18:00）

日曜日夜（ナイターオフ）
- 浜ちゃんの日曜なつメロ天国（ - 2000年3月）
- OBC日曜スペシャル 帰ってきたアナウンサーコーナー（2000年10月 - 2001年3月）
- 日曜スペシャル 歌のこころ ここにあり!

日曜日夜
- 音芸の世界
- わさび〜歌の交差点〜
- 週刊枝雀・今から発売! 枝雀のすビバせんね（1984年 - 、22:30 - 0:00）
- あなたに届け! Happy Sound Wave（2020年4月 - 2023年3月5日、日曜 20:00 - 20:30）

日曜日深夜
- 鶴瓶・新野のぬかるみの世界（1978年4月9日 - 1989年10月1日）
- 秀志の真夜中タイフーン
- AZUのラジオ（2006年1月 - 2007年12月30日）

その他
- 大阪アンテナ（1958年10月2日 - ）
- 蝶々さんどないしよう（1960年10月5日 - ）
- OBCプレイ・ザ・ヤング（1966年 - ）
- 出前寄席（1969年4月1日 - ）
- あの町あの人この話題
- 三吾・十吾のしん盤かわら版
- 走れ!近鉄バファローズ
- 題名のない番組
- フックキックのクイズでカンカン
- 土曜でミナミでごきげんさん!
- 諸口あきらのダイナミックサファリ
- 米朝おしゃべりノート
- ヒッツ アンド ポップス
- アニメトピア
- OBCやさしい漢方サロン
- カマサミ・コング・ショー
- 旅のフィーリングファイブ
- mamiのドキドキナイト
- 近鉄バファローズナイター
- オリックス・バファローズ ナイトスタジアム
- 鶴光の何かありそな
- 心斎橋 わしらはお笑い探検隊
- 決定!全日本歌謡選抜（文化放送と同名だが、自社制作）
  - TOYOTA SUPER COUNTDOWN 50（文化放送と同名だが、自社制作）
- 決定! オールジャパン・ザ・ベストヒット
- スポ・スポパラダイス
- OBC選抜カラオケ大行進
- 大阪パフォーマンスドールのプロムナイト
- エースコック! けんた・ゆうたのクイズ・スーパーカップ!
- POWER RADIO OBC
- OSAKAときめきウェーブ（大阪市提供の広報番組）
- とっておき堺（堺市提供の広報番組）
- 原田旅行公社
- COWCOWの牛牛ブー
- ちあーずらいふ
- 増井孝子の元気関西人
- 掛布雅之のホットコーナー
- やっぱり大阪 やっぱり小村美貴
- カラーで聞こう メロメロ歌謡曲
- オンワード落語百選
- 水牧あさ実のドーンといこう
- 香西かおりのポンポンポン
- 関西ビジネス進化論
- ビビッとおおさか 大発見!!
- ラジオ○と□と△と
- 竹原信夫の関西企業みんな元気印
- アイドル大阪環状線（2006年1月8日 - 2007年9月28日）
- OBCビッグナイター → ラジオ大阪ドラマティックナイター（2007年9月29日終了）
- 津田健次郎・木内秀信 夜のチラリズム（2007年12月29日終了）
- 出発進行!マツケイです（2009年3月31日終了）
- 範田紗々・とろサーモンのGO!GO!桃色工務店f（2009年4月2日終了）
- 大阪エキサイティングラジオ（2009年6月30日終了）
- ラジオ大阪 開局記念特別番組 チャンス! チェンジ! チャレンジ!（2009年7月20日 11:00 - 17:00）
- 金村義明の健康ですいすい!（2009年7月25日終了）
- むっちゃ健康（2009年9月26日終了）
- 桜井一枝・森靖子のまるっとマルシェ（2009年10月4日終了）
- ラジオ派遣村（主演・清水ただし、2010年6月12日の放送を以って終了。貧困ジャーナリズム賞2011受賞[56][57][58]。）
- BLEACH “B” STATION（2010年12月27日終了）
- 出発進行!うめじゅんです（2011年4月1日終了）
- たまの袋とじ（終了時期不明）
- キングオブコメディのカネとコメ（2011年4月1日終了）
- ヒット!ヒット&ポップス（2011年3月26日終了）
- 月刊歌当番（2011年3月28日より休止中）
- 中村俊一の教育BOX（2011年3月29日より休止中、下半期のみ放送）
- 大阪チャレンジ教室（2011年9月26日終了）
- ええやん おおさか
- マリコの ちょっとお出かけ! 新・発・見
- トリイ夢舞台
- 露の団姫のまんまるサンデー
- サウンドデッサン 〜音ごころ〜
- カレンのオカメ日記
- プレステージナイト キラキラ吾郎
- 堀内賢雄と寺川愛美の三国志ラジオ
- 社会保険労務士 吉本俊樹の世の中道場!
- がちヨミ!デコよみ!?
- シンデレラナイト
- レインボー歌謡曲
- 真由のミュージックコンテナ
- 博多華丸・大吉のアリスた〜ず★最前線!
- iTumo元気!
- 日曜プレミア招待席
- みらいレシピ
- 舞昆のあったかごはん
- おはよう落語
- 江夏夕香の女ざかり歌ざかり
- プレステージナイト カラテカリ〜ナ
- マドンナプレゼンツ! ロバート秋山のお義母さんといっしょ!
- To LOVEる -とらぶる- ダークネス 〜えっちぃのはキライですが素敵です♥〜
- 真由の情報トピックス
- 毎日ごきげん! ホームインステッド
- ラジオよしもと すこぶる元気!（吉本興業との共同制作番組）
- ラブラジオ
- 火曜プレミアステーション
- 黒糖ドーナツ棒物語
- 三日月百子の“MONOカワ”ラジオ
- ハピネス
- 赤バラ シニア倶楽部
- 夢職人の夢
- 「これだけ!」 いちおしミュージック!
- ニッポン列島お国自慢
- ラジオ緋色の欠片〜紅陵学院放送室〜
  - ラジオ緋色の欠片〜紅陵学院保健室〜
- ハートフル正村の結婚心理相談
- ビューティフル歌謡曲
- たつをの音楽砲
- 漆島華の麗しJAPAN
- スタジオアカデミアOBC2017
- 朝の楽々堂
- 健やかインフォメーション
- 元気スイッチ
- ステキにとっておき!
- みつきのシャンソンをあなたと…
- たつをの音楽砲
- 石川界人と〇〇〇〇のサクラダリセット奉仕ラジオ
- 次世代芸人コレクション
- 健康情報局
- 快活応援!里の贈り物
- すこやか生活便
- 元気スイッチ
- SPORTS OF HEART
- 土曜は元気いっぱいです
- 晴れやか!シャキッと通り
- 耳より健康便り
- プラチナライフ
- 小池可奈の3時に会いましょう
- 元気スイッチ
- にこやか本舗
- 轟ゆーらの嫁姑ラジオ
- スパメン!
- 小池可奈のおはよう健康情報
- 木内晶子の毎日笑顔!元気塾
- 浄土真宗親鸞会の時間
- 健やかインフォメーション
- 旅ラジ
- ココロとカラダのスッキリラジオ
- ハニーとTOJAの歌仲間ハッピージャパン
- 内田雄馬と日高里菜のラジオでもりゅうおうのおしごと!
- バナナはおやつに入りません
- 徳田新之助のミッドナイト子守唄
- スタジオアカデミアOBC
- 羽多野渉・佐藤拓也のScat Babys Show!!
- 南かおりのなにわ七幸めぐり
- あさドレ!
- ジグザグジギーの話せばわかるさ
- すこやか元気倶楽部
- 歯〜ふタイム幸せクリニック
- 西田あいのおしゃべり♥あいランド
- 穂積×清木場のFighting Man!
- 奥田真祐美のシャンソンと共に
- サラピン音楽塾!
- 代走みつくにの芸人さんとお話しするのね〜ん
- 駒形友梨・三重野瞳の音楽きこうよ。
- 上坂すみれの文化部は夜歩く
- 八木愛介の朝焼けに向かって
- 今日から明日へ!一歩一歩。
- J-HITS RADI×MATION
- 古川愛理のFrom My Heart
- 神南里奈 りなラジ
- しのぶ先生の豆とウグイスと家族計画
- いつでもキラリ!いい気分
- きらめきサロン
- 朝かつ!
- スターおしゃべり生活プラス
- 天下の台所 大阪 元気な食の企業
- 美男高校地球防衛部 RADIO HAPPY KISS!
- 内田彩・飯田里穂のしゅわしゅわ八方美人
- 輝け!さわやか生活
- 斉藤リョーツの「これい〜よ!」
- 八木愛介のインタビューしちゃうぞ!
- 岬晃司・小田真衣の歌の薩摩路
- Dr.masaのセルフケア最前線!
- K-POP BOX
- 扇田さゆりのお福わけ
- 川上大輔 夜はクレッシェンド
- ぴよっとナイト
- マメちゃんのHeartful Wave
- モリソン REIWAのわ
- ○○のNEXT芸人コレクション
- ラジベル
- 内田哲也の演歌百景
- ドクター西川潔の幸せクリニック!
- 美魔女マリアの自分大好き!
- 放課後プリンセス 谷のばらの"のばらじお"
- YunkaのLive my Dream
- 白川初美の愛でケアして
- シャキッと元気倶楽部
- 村上英樹の法律事務所
- 谷敦の人、魅力、発見!
- KIREI NOTE Lounge　2020年10月以降は不定期の予定。
- 由美子・伊藤のたかはし二人旅]
- 板東英二の喜・怒・哀・楽
- アルミカンの今夜も勝負パンツ
- SOLIDEMOのたこ焼きラジオ!
- みやこの音楽気分
- ボイメン☆KANSAI
- 浅香唯のドリームビリーバー〜幸せの色〜 2020
- ジョン・道阪とじょぶねこの不思議な部屋
- あなたとミラクルショット!!
- 川田一輝 Rock Jig
- 榎木淳弥・堀江瞬 エノホリック
- 川野夏美 女のまにまに…
- 内田哲也の歌謡特急便
- 坪井&ヤマケンの新・世直しのツボ
- 縄文 MY LOVE 〜タイムトラベル 日本人の美しき忘れものを探して〜
- スタジオアカデミアOBC（不定期）
- 原田年晴のほんまもん!ショッピング
- 演歌百撰
- アシタノアカリ
- 原田旅行公社です
- ケンジーのyoka yoka ヨ〜♪
- ノンちゃんの歌と心の健康法
- 田口ますみの毎日笑顔!元気塾
- 川口哲也の演歌ひとすじ
- スッキリ快調・新習慣
- 元気への扉
- 情熱!!右肩上がり⤴
挑戦し続けNight!!
- 日本人って何?
- OBCシネマ同好会
- 谷口さなえの赤ちゃん気分（東海ラジオ・中国放送にも同時ネット）
- 松島進一郎の男心の一直線!
- 明日への扉〜いのちのラジオ〜
- 週末ワイド ラジオ産経
- 吉澤由美子のだんだんだん
- みゆ&たかおの直球ボイス!
- 里見まさとのおおきに!サタデー
- ワダマミの
子育て晴れたりくもったり
- Toward the Future
- 浪花ともあれ浪曲ざんまい
- 夏美とぽぽの憩いのひととき
- 一条貫太 男のマシマシ
- 奥田幹子のそのままでいいよ!
- カンテら!
- SIBERIAN NEWSPAPERのしゃべり庵
- 水のほほえみ☆ドクターリセラ
- 野津山幸宏・葉山翔太 Noplan Night!
- 飯田里穂主義
- 久保ユリカ　いまなら、いましか
- ミクチャ×ラジオ大阪若手芸人冠番組争奪戦
- めっちゃすきやねん
- ほんまもんだョ!工藤あやのです

## アナウンサー

### 現職アナウンサー
- 和田麻実子（2005年10月入社、ふくしまFMより移籍） - 移籍後に、産前産後休暇を2度取得した。第2子の出産を経て、2020年11月から復帰。
- 藤川貴央（2013年入社、福島テレビより移籍） - 2018年から2020年11月までは、『OBCドラマティック競馬』のプロデューサーを兼任。
- 原田年晴（1983年入社、2019年9月30日の定年退職後も再雇用扱いで在籍）- 2020年には、持病である悪性リンパ腫の入院加療に2月から専念していたが、6月下旬の番組収録からアナウンサー業務を再開。

平日午前・午後の生ワイド番組に内包される定時ニュースについては、MC企画所属のフリーアナウンサーや、（ラジオ大阪のアナウンサーを含む）内包先番組のパーソナリティが担当する。自社制作のスポットCMや時報の多くは、20年以上前からタレントの水津浩志が担当。和田や藤川と共演することもある。

### 元アナウンサー
●：開局と同時に入社（アナウンサー1期生）
男性アナウンサー
- 西澤暲●（1960年代に中部日本放送への移籍を経てフリーアナウンサーに転向。2022年の時点で現役最年長のスポーツアナウンサー）
- 水本貴士●（開局2年目の1959年から、深夜番組『アナウンサーコーナー』の水曜分を担当した。入社当時の名義は「水本高志」）
- 榎本勝敏●（早稲田大学の出身で、『アナウンサーコーナー』の月曜分などを担当した後に役員へ昇進）
- 塩原慎次朗●（長野県の出身で、早稲田大学、信越放送のシナリオライター兼アナウンサー、NHKのアナウンサーを経て入社。入社後は、『アナウンサーコーナー』の金曜分を担当していた。退職後は、京都文化短期大学で教鞭を執るかたわら、日本話しことば協会の理事を歴任）
- 本田雅穂●（『アナウンサーコーナー』などを担当。退職後にKBSワールドラジオの第2代日本語放送校閲委員を務めた）
- 友成光吉●（NHK大阪放送局放送劇団員からの転身組で、『アナウンサーコーナー』などを担当した後に、プロデューサーを歴任。退職後は、企画会社アデイアの代表取締役として文化関連イベントのプロデュースを多々手掛ける一方で、水墨画家として数々の表彰を受けた）
- 田中邦臣●（ラジオ関西の出身で、移籍後に『アナウンサーコーナー』などを担当。1970年にFM大阪へ出向してから編成部長を務めた）
- 吉岡伝雄●（『アナウンサーコーナー』『みんなでみんなでリクエスト バンザイ!歌謡曲』などを担当）
- 荒井洋●（『アナウンサーコーナー』などを担当）
- 松野光佑●（同上）
- 鏡宏一（1980年代からフリーアナウンサーとして活動）
- 尾崎千秋（KBS京都出身）
- 高橋征二（名前は「まさかず」と読む。現在も金曜日夜の『フライデー歌謡曲』、土曜日昼の『ハッピーカーライフ』に出演中）
- 水野清文（2015年　退職）
- 内田修（2016年　退職）
- 本村忠司（広島ホームテレビより移籍。アナウンサー時代に「丼梅田」というマイクネームを使用した時期あり）
- 松本恵治（経営管理部に異動）
- 中井雅之（1983年 - 1993年。現在はフリーアナウンサーとして、Tigers-ai制作の阪神主催試合中継で実況を担当。2015年3月まで『中井雅之のハッピーで行こう!』のメインパーソナリティ、2014年まで大阪国際女子マラソン中継の第1移動車実況を務めた）
- 初田実（アナウンス室からの異動後は、営業部員や事業開発部長を経て、『藤川貴央のニュースでござる』のプロデューサーを担当）
- 田中友英（1993年 - 2002年。2002年4月にスポーツアナウンサーとしてRKB毎日放送へ移籍）

女性アナウンサー
- 今西令子
- 菊地美智子
- 関口敏子
- 佃寿美子
- 都筑敏子（1958年にアナウンサーとして採用された後に、ディレクターとして『歌って笑ってドンドコドン』などを担当）
- 中西ふみ子（2009年10月末で退職。その後は2021年9月まで『中西ふみ子の今日も元気に』のメインパーソナリティを担当）
- 玉川恵（オフィスキイワードの所属で、2014年4月から2017年3月まで契約）
- 小川真由（和歌山放送より2011年4月に移籍した後に、2016年3月13日付で退社。退社後は、NHK金沢放送局の契約キャスターを経て、NHK大阪放送局とリポーター契約）
- 松本雅子（MC企画所属で、2019年3月まで契約[60]。契約打ち切り後も、ラジオ大阪制作番組への出演を継続）

### 備考
開局と同時に採用されたアナウンサーには、電通ラジオ・テレビ制作部の出身者が含まれていたほか、社内に演劇サークルが結成されるほど劇団の出身者が多かった。このサークルからは、アナウンサーが出演するラジオドラマが実際に制作されている。
KZOOとの業務提携を締結してから数年間は、当時の現役アナウンサー・ディレクターから若干名が、技術指導を兼ねて半年単位でKZOOに派遣されていた。ちなみに、『生島ヒロシのおはよう一直線』（TBSラジオ制作）は、ラジオ大阪がフルネットを開始する前からKZOOで放送されている。
1976年度には、前田久吉の意向から、関西テレビとの間で現職アナウンサーの相互交流企画を実施。ラジオ大阪の水本が『奥さまリビング』（関西テレビが平日の午前中に編成していた生放送番組）の司会を務める一方で、当時関西テレビに在籍していた桑原征平が『バンザイ!歌謡曲』木曜日のパーソナリティを担当した（出演期間はいずれも1年間）。
2021年度（2021年3月30日 - 2022年3月30日）の毎週火・水曜日未明（3:00 - 4:00）に放送されていた『カンテら!』 には、関西テレビの現職アナウンサーが日替わりでパーソナリティを担当。基本として2名のアナウンサーが出演しているほか、番組の構成や選曲にも携わっていた。その一方で、2021年度時点でのラジオ大阪の現職アナウンサー（原田・和田・藤川）も全員、「ゲスト」扱いで出演を経験。2022年1月11日未明放送分では、藤川が豊田康雄（関西テレビアナウンサー）とのコンビでパーソナリティを務めた。なお、『カンテら!』へ頻繁に出演していた堀田篤は、2022年から藤川の休暇中に関西テレビでのアナウンス業務と並行しながら『藤川貴央のニュースでござる』のパーソナリティを代行している。

## 主な受賞歴
- 『OBCグッドアフタヌーン!金曜お昼は、めっちゃ方正!』で2024年日本民間放送連盟賞ラジオ生ワイド優秀賞を受賞[63]。
- 『山下純一とアルミカンの今夜もバリアフリーFUNK』で2020年日本民間放送連盟賞ラジオ教養番組優秀賞とラジオ準グランプリを受賞[64][65]。
- 『戦後60周年特別番組足が生えてこなかった』が平成17年日本民間放送連盟ラジオ教養番組最優秀賞と平成17年文化庁芸術祭優秀賞を受賞。

2019年以前については、こちらも参照。